# Selerowate

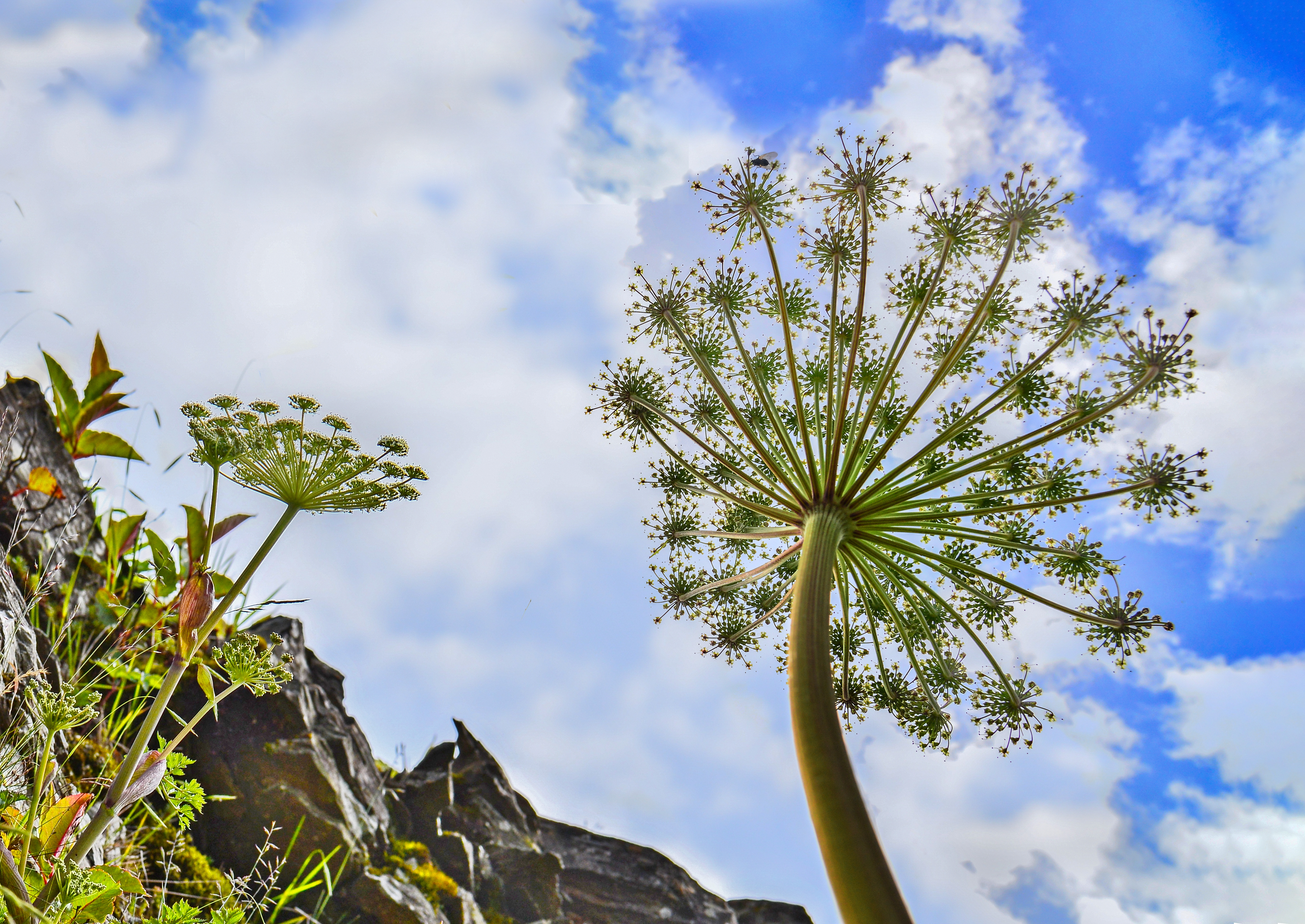
Typowe dla rodziny kwiatostany – baldachy złożone (Angelica morrisonicola)

Selerowate, baldaszkowate (Apiaceae Lindl., Umbelliferae Juss.) – rodzina roślin zielnych, rzadziej krzewów, do której należy ponad 440 rodzajów i 3820 gatunków. Przedstawiciele tej rodziny spotykani są na wszystkich kontynentach z wyjątkiem Antarktydy, w większości jednak rosną w strefie klimatu umiarkowanego. W Polsce dziko rośnie ponad 70 gatunków. Do rodziny tej należą liczne gatunki wykorzystywane jako warzywa liściowe i korzeniowe, przyprawy, rośliny lecznicze i rośliny ozdobne.

## Rozmieszczenie geograficzne
Rodzina jest niemal kosmopolityczna, przy czym najbardziej zróżnicowana jest w strefie umiarkowanej półkuli północnej. Centra największego zróżnicowania znajdują się w basenie Morza Śródziemnego, w Himalajach i Azji Środkowej, poza tym w południowej Afryce i Andach. W Azji występuje najwięcej rodzajów – w sumie 289, z czego 177 jest endemitami tego kontynentu. Kolejne miejsca zajmują Europa z 126 rodzajami i Afryka z 121 rodzajami, przy czym w Europie tylko 17 rośnie endemicznie, a w Afryce – 49. W Ameryce Północnej obecnych jest 80 rodzajów, z czego 44 jest endemitami tego kontynentu. W Ameryce Południowej występuje 35 rodzajów, z czego 15 to endemity. Australia i Oceania to miejsce występowania 27 rodzajów, z czego 18 jest endemicznych dla tego obszaru. Kontynenty z półkuli południowej  wyróżniają się większym udziałem przedstawicieli z podrodzin Azorelloideae i Mackinlayoideae.
Rodzaje, których przedstawiciele rosną w stanie dzikim w Polsce
- barszcz Heracleum
- biedrzeniec Pimpinella
- blekot Aethusa
- czechrzyca Scandix
- dzięgiel Angelica
- gorysz Peucedanum
- jarzmianka Astrantia
- kłobuczka Torillis
- kminek Carum
- kolendra Coriandrum
- koniopłoch Silaum
- koper Anethum
- kropidło Oenanthe
- laser Laser
- marchew Daucus
- marchewnik Myrrhis
- marchwica Mutellina
- marek Sium
- mikołajek Eryngium
- nibymarchwica Pachypleurum / Neogaya
- okrzyn Laserpitium
- oleśnik Libanotis
- olszewnik Selinum
- pasternak Pastinaca
- pęczyna Helosciadium
- podagrycznik Aegopodium
- potocznik Berula
- przewiercień Bupleurum
- selernica Cnidium / Kadenia
- sierpnica Falcaria
- starodub Ostericum
- szalej Cicuta
- szczwoligorz Conioselinum
- szczwół Conium
- szparzyca Bifora
- świerząbek Chaerophyllum
- trybula Anthriscus
- włóczydło Caucalis
- wszewłoga Meum
- wzdęcin Cenolophium
- żankiel Sanicula, w tym cieszynianka Hacquetia
- żebrowiec Pleurospermum
- żebrzyca Seseli

## Morfologia
PokrójGłównie rośliny zielne (zarówno jednoroczne, jak i byliny), rzadko krzewy i niewielkie drzewa, do 5 m wysokości (Heteromorpha, Steganotaenia). Pędy często podzielone wyraźnie na węzły i międzywęźla, wewnątrz puste (dęte), na zewnątrz bruzdowane, zwykle z przewodami z olejkami eterycznymi i gumożywicami. Olejki występują we wszystkich organach tych roślin, nadając im silny i często charakterystyczny zapach, zwłaszcza po roztarciu.
LiścieSkrętoległe, często u nasady obejmujące łodygę pochwiastą nasadą. Blaszka liściowa zwykle duża, pierzasto lub rzadziej dłoniasto złożona i wówczas też z pierzastym użyłkowaniem i brzegiem ząbkowanym, piłkowanym, karbowanym lub kolczastym. U części przedstawicieli jednak też użyłkowanie równoległe, a blaszka pojedyncza, całobrzega.
KwiatyDrobne, zebrane w baldachy lub baldachy złożone. Czasem skrajne płatki kwiatów brzeżnych w baldachu są wyraźnie powiększone, tak że w efekcie kwiatostan funkcjonuje podobnie jak pojedynczy kwiat (→ pseudancjum). Takie brzeżne kwiaty mają wówczas symetrię grzbiecistą, poza tym kwiaty są w tej rodzinie promieniste. U nasady osi pierwszego rzędu (baldachu złożonego) występują często liście zwane pokrywami, a u nasady osi drugiego rzędu (tzw. baldaszków) znajdują się listki zwane pokrywkami. Czasem osie baldachów są silnie skrócone, tak że kwiatostan ma formę główki i wówczas też często listki u nasady kwiatostanu są powiększone, czasem kolorowe – pełnią funkcję powabni. Działki kielicha mogą być wolne lub zrośnięte ze sobą, zawsze są zrośnięte z zalążnią. Zwykle zredukowane są do 5 małych ząbków, czasem widocznych jako niewyraźny rąbek, często na brzegu bywają ząbkowane lub podzielone. Pięć płatków korony jest zawsze wolnych, często białych i z paznokciem, na szczycie przeciętych. Pręcików jest 5, umieszczone są naprzemiennie względem płatków na okazałym dysku miodnikowym. Nitka pręcika łączy się z główką z tyłu, a pylniki pękają podłużnymi szczelinami. Dolna zalążnia powstaje z dwóch owocolistków, przy czym każdy z nich tworzy pojedynczą komorę i zwieńczony jest trwałą szyjką słupka, często zgrubiałą u nasady (stylopodium). Szyjki słupka są zwykle dłuższe od zgrubienia, mogą być wzniesione lub odgięte, zwieńczone są główkowatym lub buławkowatym znamieniem. W każdej z komór zalążni powstają dwa zalążki, z których dojrzewa jednak z reguły tylko jeden.
OwoceSucha rozłupnia rozpadająca się na dwie zamknięte i jednonasienne rozłupki, zawieszone do osiągnięcia dojrzałości na dwóch ramionach rozwidlonego wieszadełka (karpoforze) – wiązkach przewodzących, powstałych z kolumienki w słupku. Rozłupki są kulistawe do płaskich, nagie lub owłosione, czasem haczykowate lub kolczaste, mniej lub bardziej żeberkowane. Wyróżnia się 5 żeber głównych zawierających wiązki przewodzące, z których trzy znajdują się na stronie grzbietowej, a dwa brzusznej. U części taksonów występują żebra dodatkowe, bez wiązek. Żebra mogą być delikatne – nitkowate i słabo widoczne lub tęgie – silnie wypukłe, kanciaste, czasem oskrzydlone. Między żebrami, w bruzdach znajdować się mogą smugi tworzone przez przewody wydzielnicze zawierające olejek eteryczny, balsam lub gumożywice (rzadko przewody takie znajdują się pod żebrami). Nasiona zawierają obfitującą w białka i oleje tkankę odżywczą (bielmo) i niewielki zarodek, który rozwija się na bielmie płaskim, zgiętym lub wydrążonym (jest to cechą stałą w obrębie taksonów i wykorzystywane jest w ich podziale). Łupina nasienna zrasta się z owocnią.

## Systematyka
Jedna z rodzin rzędu selerowców Apiales. Dawniej zaliczano tu często rośliny wyodrębnione obecnie do rodzin araliowatych Araliaceae i Myodocarpaceae. Przy klasyfikowaniu roślin do araliowatych i selerowatych przyjmowano, że do tej pierwszej rodziny należą rośliny zdrewniałe, a do drugiej zielne. To sztuczne kryterium nie utrzymało się, bowiem formy zielne występują w obrębie rodzajów Aralia i Panax, a co istotniejsze – rodzaje wąkrota Hydrocotyle i Trachymene, tradycyjnie włączane do selerowatych okazały się tworzyć grupę siostrzaną wobec pozostałych araliowatych (pozostałe rodzaje tworzące tradycyjnie wyróżnianą podrodzinę Hydrocoloideae pozostały w selerowatych – azorella Azorella, wąkrotka Centella i Xanthosia). Różnice morfologiczne między araliowatymi, selerowatymi i Myodocarpaceae są nieprecyzyjne, ale podział na odrębne rodziny utrzymuje się ze względu na przyjętą konwencję. 
W klasyfikacji wewnętrznej rodziny istotnym kryterium była i jest morfologiczna i anatomiczna budowa owoców. Współcześnie akceptowany jest podział rodziny na cztery podrodziny, przy czym pozycja dwóch rodzajów Platysace i Hermas pozostaje niejasna (taksony incertae sedis).
Pozycja systematyczna według APweb (aktualizowany system APG IV z 2016)
|  | Araliaceae – araliowate                                                  |
|  |                                                                          |
|  | \| \| Myodocarpaceae \| \| \| \| \| \| Apiaceae – selerowate \| \| \| \| |
|  |                                                                          |
|  | Myodocarpaceae                                                           |
|  |                                                                          |
|  | Apiaceae – selerowate                                                    |
|  |                                                                          |

|  | Myodocarpaceae        |
|  |                       |
|  | Apiaceae – selerowate |
|  |                       |

|  | Araliaceae – araliowate                                                  |
|  |                                                                          |
|  | \| \| Myodocarpaceae \| \| \| \| \| \| Apiaceae – selerowate \| \| \| \| |
|  |                                                                          |
|  | Myodocarpaceae                                                           |
|  |                                                                          |
|  | Apiaceae – selerowate                                                    |
|  |                                                                          |

|  | Myodocarpaceae        |
|  |                       |
|  | Apiaceae – selerowate |
|  |                       |

|  | Araliaceae – araliowate                                                  |
|  |                                                                          |
|  | \| \| Myodocarpaceae \| \| \| \| \| \| Apiaceae – selerowate \| \| \| \| |
|  |                                                                          |
|  | Myodocarpaceae                                                           |
|  |                                                                          |
|  | Apiaceae – selerowate                                                    |
|  |                                                                          |

|  | Myodocarpaceae        |
|  |                       |
|  | Apiaceae – selerowate |
|  |                       |

|  | Araliaceae – araliowate                                                  |
|  |                                                                          |
|  | \| \| Myodocarpaceae \| \| \| \| \| \| Apiaceae – selerowate \| \| \| \| |
|  |                                                                          |
|  | Myodocarpaceae                                                           |
|  |                                                                          |
|  | Apiaceae – selerowate                                                    |
|  |                                                                          |

|  | Myodocarpaceae        |
|  |                       |
|  | Apiaceae – selerowate |
|  |                       |

|  | Araliaceae – araliowate                                                  |
|  |                                                                          |
|  | \| \| Myodocarpaceae \| \| \| \| \| \| Apiaceae – selerowate \| \| \| \| |
|  |                                                                          |
|  | Myodocarpaceae                                                           |
|  |                                                                          |
|  | Apiaceae – selerowate                                                    |
|  |                                                                          |

|  | Myodocarpaceae        |
|  |                       |
|  | Apiaceae – selerowate |
|  |                       |

|  | Araliaceae – araliowate                                                  |
|  |                                                                          |
|  | \| \| Myodocarpaceae \| \| \| \| \| \| Apiaceae – selerowate \| \| \| \| |
|  |                                                                          |
|  | Myodocarpaceae                                                           |
|  |                                                                          |
|  | Apiaceae – selerowate                                                    |
|  |                                                                          |

|  | Myodocarpaceae        |
|  |                       |
|  | Apiaceae – selerowate |
|  |                       |

|  | Araliaceae – araliowate                                                  |
|  |                                                                          |
|  | \| \| Myodocarpaceae \| \| \| \| \| \| Apiaceae – selerowate \| \| \| \| |
|  |                                                                          |
|  | Myodocarpaceae                                                           |
|  |                                                                          |
|  | Apiaceae – selerowate                                                    |
|  |                                                                          |

|  | Myodocarpaceae        |
|  |                       |
|  | Apiaceae – selerowate |
|  |                       |

|  | Araliaceae – araliowate                                                  |
|  |                                                                          |
|  | \| \| Myodocarpaceae \| \| \| \| \| \| Apiaceae – selerowate \| \| \| \| |
|  |                                                                          |
|  | Myodocarpaceae                                                           |
|  |                                                                          |
|  | Apiaceae – selerowate                                                    |
|  |                                                                          |

|  | Myodocarpaceae        |
|  |                       |
|  | Apiaceae – selerowate |
|  |                       |

|  | Araliaceae – araliowate                                                  |
|  |                                                                          |
|  | \| \| Myodocarpaceae \| \| \| \| \| \| Apiaceae – selerowate \| \| \| \| |
|  |                                                                          |
|  | Myodocarpaceae                                                           |
|  |                                                                          |
|  | Apiaceae – selerowate                                                    |
|  |                                                                          |

|  | Myodocarpaceae        |
|  |                       |
|  | Apiaceae – selerowate |
|  |                       |

|  | Araliaceae – araliowate                                                  |
|  |                                                                          |
|  | \| \| Myodocarpaceae \| \| \| \| \| \| Apiaceae – selerowate \| \| \| \| |
|  |                                                                          |
|  | Myodocarpaceae                                                           |
|  |                                                                          |
|  | Apiaceae – selerowate                                                    |
|  |                                                                          |

|  | Myodocarpaceae        |
|  |                       |
|  | Apiaceae – selerowate |
|  |                       |

|  | Araliaceae – araliowate                                                  |
|  |                                                                          |
|  | \| \| Myodocarpaceae \| \| \| \| \| \| Apiaceae – selerowate \| \| \| \| |
|  |                                                                          |
|  | Myodocarpaceae                                                           |
|  |                                                                          |
|  | Apiaceae – selerowate                                                    |
|  |                                                                          |

|  | Myodocarpaceae        |
|  |                       |
|  | Apiaceae – selerowate |
|  |                       |

|  | Araliaceae – araliowate                                                  |
|  |                                                                          |
|  | \| \| Myodocarpaceae \| \| \| \| \| \| Apiaceae – selerowate \| \| \| \| |
|  |                                                                          |
|  | Myodocarpaceae                                                           |
|  |                                                                          |
|  | Apiaceae – selerowate                                                    |
|  |                                                                          |

|  | Myodocarpaceae        |
|  |                       |
|  | Apiaceae – selerowate |
|  |                       |

|  | Araliaceae – araliowate                                                  |
|  |                                                                          |
|  | \| \| Myodocarpaceae \| \| \| \| \| \| Apiaceae – selerowate \| \| \| \| |
|  |                                                                          |
|  | Myodocarpaceae                                                           |
|  |                                                                          |
|  | Apiaceae – selerowate                                                    |
|  |                                                                          |

|  | Myodocarpaceae        |
|  |                       |
|  | Apiaceae – selerowate |
|  |                       |

|  | Araliaceae – araliowate                                                  |
|  |                                                                          |
|  | \| \| Myodocarpaceae \| \| \| \| \| \| Apiaceae – selerowate \| \| \| \| |
|  |                                                                          |
|  | Myodocarpaceae                                                           |
|  |                                                                          |
|  | Apiaceae – selerowate                                                    |
|  |                                                                          |

|  | Myodocarpaceae        |
|  |                       |
|  | Apiaceae – selerowate |
|  |                       |

|  | Araliaceae – araliowate                                                  |
|  |                                                                          |
|  | \| \| Myodocarpaceae \| \| \| \| \| \| Apiaceae – selerowate \| \| \| \| |
|  |                                                                          |
|  | Myodocarpaceae                                                           |
|  |                                                                          |
|  | Apiaceae – selerowate                                                    |
|  |                                                                          |

|  | Myodocarpaceae        |
|  |                       |
|  | Apiaceae – selerowate |
|  |                       |

|  | Araliaceae – araliowate                                                  |
|  |                                                                          |
|  | \| \| Myodocarpaceae \| \| \| \| \| \| Apiaceae – selerowate \| \| \| \| |
|  |                                                                          |
|  | Myodocarpaceae                                                           |
|  |                                                                          |
|  | Apiaceae – selerowate                                                    |
|  |                                                                          |

|  | Myodocarpaceae        |
|  |                       |
|  | Apiaceae – selerowate |
|  |                       |

Podział według APweb
W obrębie rodziny wyróżnia się cztery klady w randze podrodzin i dwa klady z pojedynczymi rodzajami:
|  | Hermas                                                      |
|  |                                                             |
|  | \| \| Saniculoideae \| \| \| \| \| \| Apioideae \| \| \| \| |
|  |                                                             |
|  | Saniculoideae                                               |
|  |                                                             |
|  | Apioideae                                                   |
|  |                                                             |

|  | Saniculoideae |
|  |               |
|  | Apioideae     |
|  |               |

|  | Hermas                                                      |
|  |                                                             |
|  | \| \| Saniculoideae \| \| \| \| \| \| Apioideae \| \| \| \| |
|  |                                                             |
|  | Saniculoideae                                               |
|  |                                                             |
|  | Apioideae                                                   |
|  |                                                             |

|  | Saniculoideae |
|  |               |
|  | Apioideae     |
|  |               |

|  | Hermas                                                      |
|  |                                                             |
|  | \| \| Saniculoideae \| \| \| \| \| \| Apioideae \| \| \| \| |
|  |                                                             |
|  | Saniculoideae                                               |
|  |                                                             |
|  | Apioideae                                                   |
|  |                                                             |

|  | Saniculoideae |
|  |               |
|  | Apioideae     |
|  |               |

|  | Hermas                                                      |
|  |                                                             |
|  | \| \| Saniculoideae \| \| \| \| \| \| Apioideae \| \| \| \| |
|  |                                                             |
|  | Saniculoideae                                               |
|  |                                                             |
|  | Apioideae                                                   |
|  |                                                             |

|  | Saniculoideae |
|  |               |
|  | Apioideae     |
|  |               |

|  | Hermas                                                      |
|  |                                                             |
|  | \| \| Saniculoideae \| \| \| \| \| \| Apioideae \| \| \| \| |
|  |                                                             |
|  | Saniculoideae                                               |
|  |                                                             |
|  | Apioideae                                                   |
|  |                                                             |

|  | Saniculoideae |
|  |               |
|  | Apioideae     |
|  |               |

|  | Hermas                                                      |
|  |                                                             |
|  | \| \| Saniculoideae \| \| \| \| \| \| Apioideae \| \| \| \| |
|  |                                                             |
|  | Saniculoideae                                               |
|  |                                                             |
|  | Apioideae                                                   |
|  |                                                             |

|  | Saniculoideae |
|  |               |
|  | Apioideae     |
|  |               |

|  | Hermas                                                      |
|  |                                                             |
|  | \| \| Saniculoideae \| \| \| \| \| \| Apioideae \| \| \| \| |
|  |                                                             |
|  | Saniculoideae                                               |
|  |                                                             |
|  | Apioideae                                                   |
|  |                                                             |

|  | Saniculoideae |
|  |               |
|  | Apioideae     |
|  |               |

|  | Hermas                                                      |
|  |                                                             |
|  | \| \| Saniculoideae \| \| \| \| \| \| Apioideae \| \| \| \| |
|  |                                                             |
|  | Saniculoideae                                               |
|  |                                                             |
|  | Apioideae                                                   |
|  |                                                             |

|  | Saniculoideae |
|  |               |
|  | Apioideae     |
|  |               |

Podrodzina Mackinlayoideae Plunkett & Lowry – 10 rodzajów z ok. 100 gatunków, głównie w Afryce, Azji południowo-wschodniej, Australii i Oceanii, na niewielkich obszarach w Afryce równikowej i południowej oraz w Ameryce Południowej, z jednym gatunkiem jednak (wąkrotka azjatycka Centella asiatica) szeroko rozprzestrzenionym w strefie międzyzwrotnikowej.
- Actinotus Labillardière
- Apiopetalum Baillon
- Centella L. – wąkrotka
- Chlaenosciadium C. Norman
- Mackinlaya F. Mueller
- Micropleura Lagasca
- Pentapeltis Bunge
- Schoenolaena Bunge
- Xanthosia Rudge

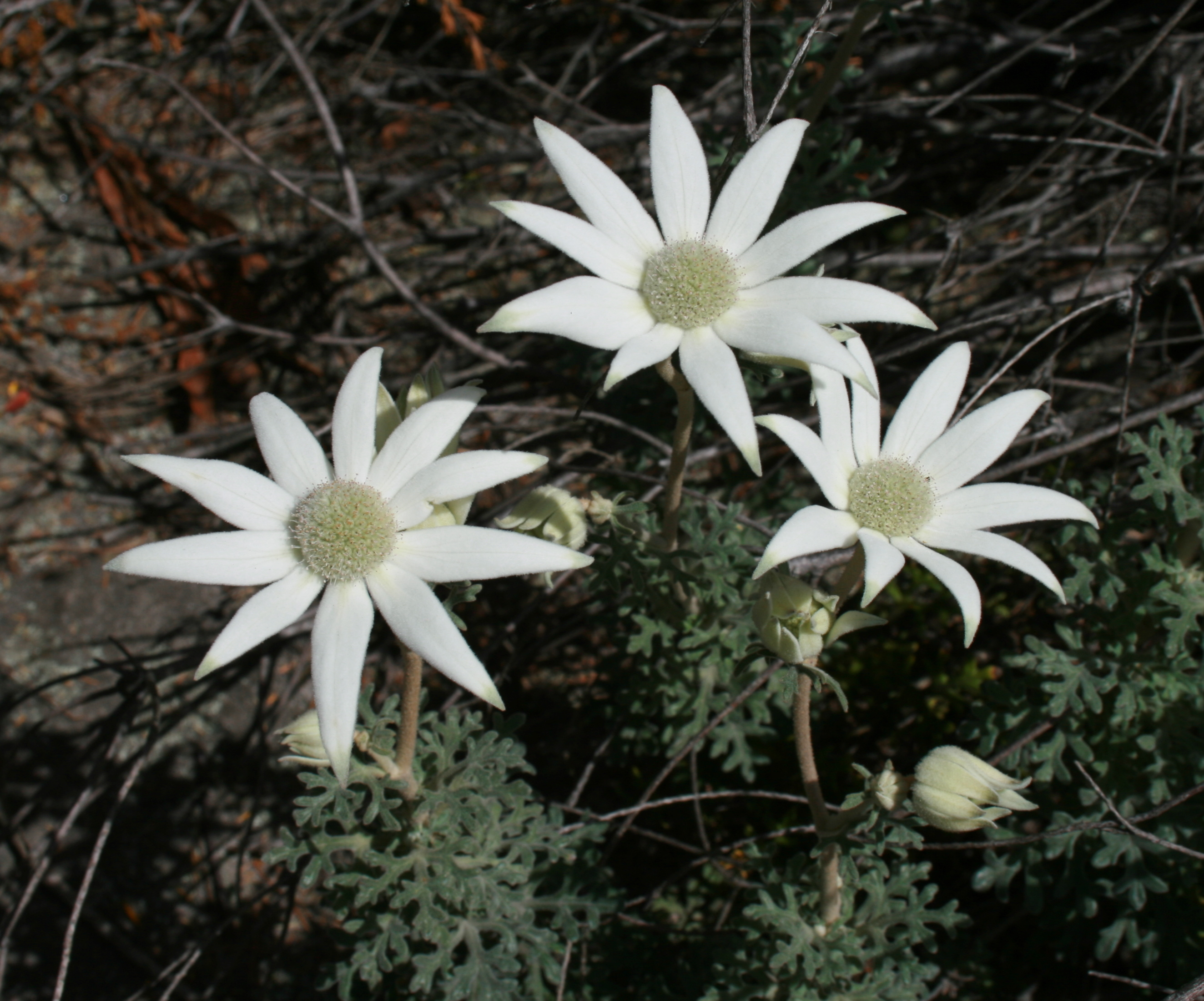
Kwiatostan (pseudancjum) Actinotus helianthi

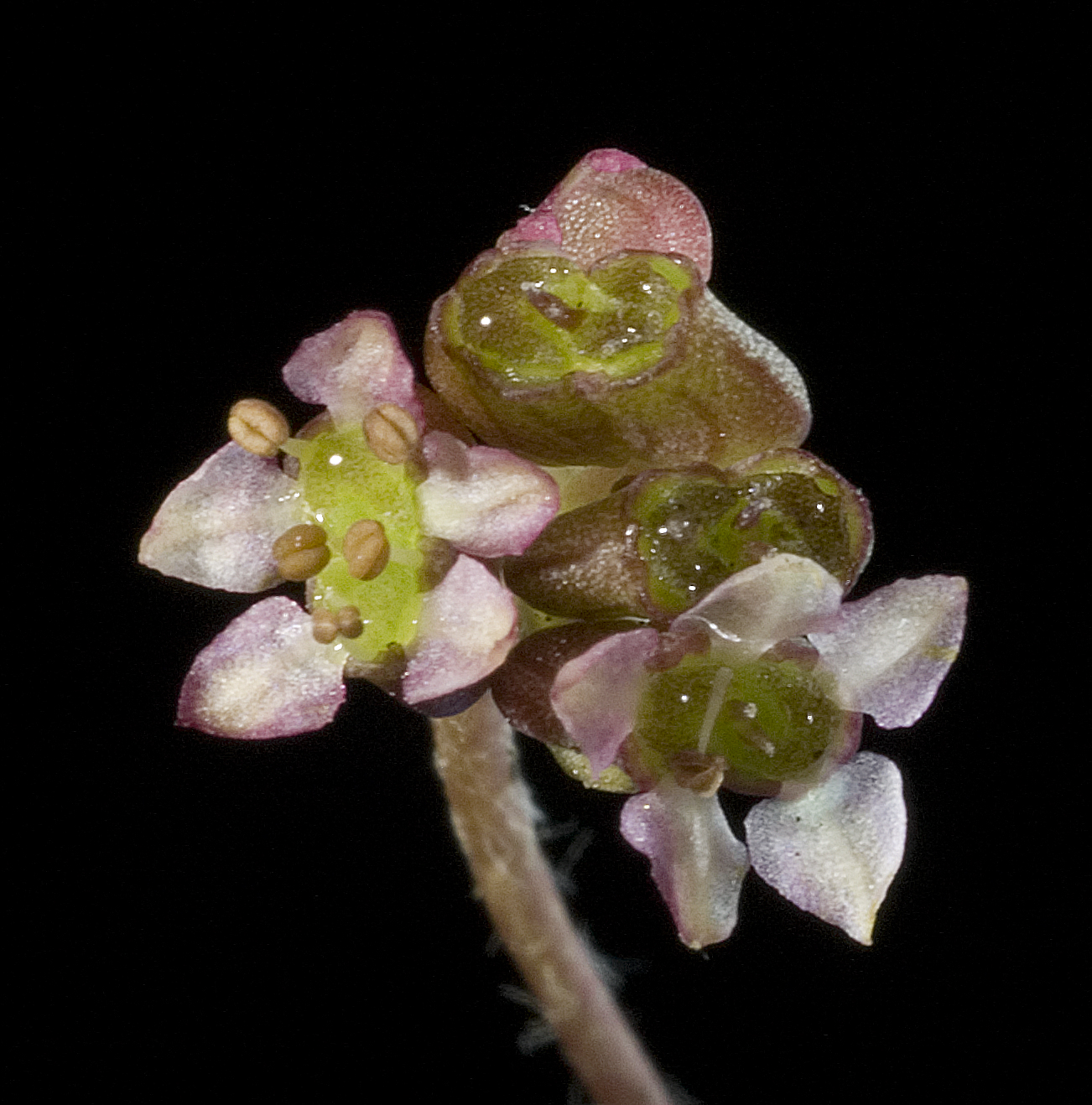
Centella asiatica

Podrodzina Azorelloideae Plunkett & Lowry – 17 rodzajów ze 155 gatunkami, głównie w Ameryce Południowej, południowej Australii, Nowej Zelandii i wyspach Subantarktyki. Jeden gatunek (Drusa glandulosa) rośnie na Wyspach Kanaryjskich i w Somalii, a rodzaj Dickinsia w południowych Chinach.   
- Asteriscium Chamisso & Schlechtendahl
- Azorella Lamarck – azorella
- Bolax Jussieu
- Bowlesia Ruiz & Pavón
- Dichosciadium Domin
- Dickinsia Franch.
- Diposis de Candolle
- Domeykoa Philippi
- Drusa Candolle
- Eremocharis Philippi
- Gymnophyton Clos
- Homalocarpus Hook. & Arn.
- Klotzschia Cham.
- Oschatzia Walpers
- Pozoa Lagasca
- Schizeilema (J.D. Hooker) Domin
- Spananthe Jacq.

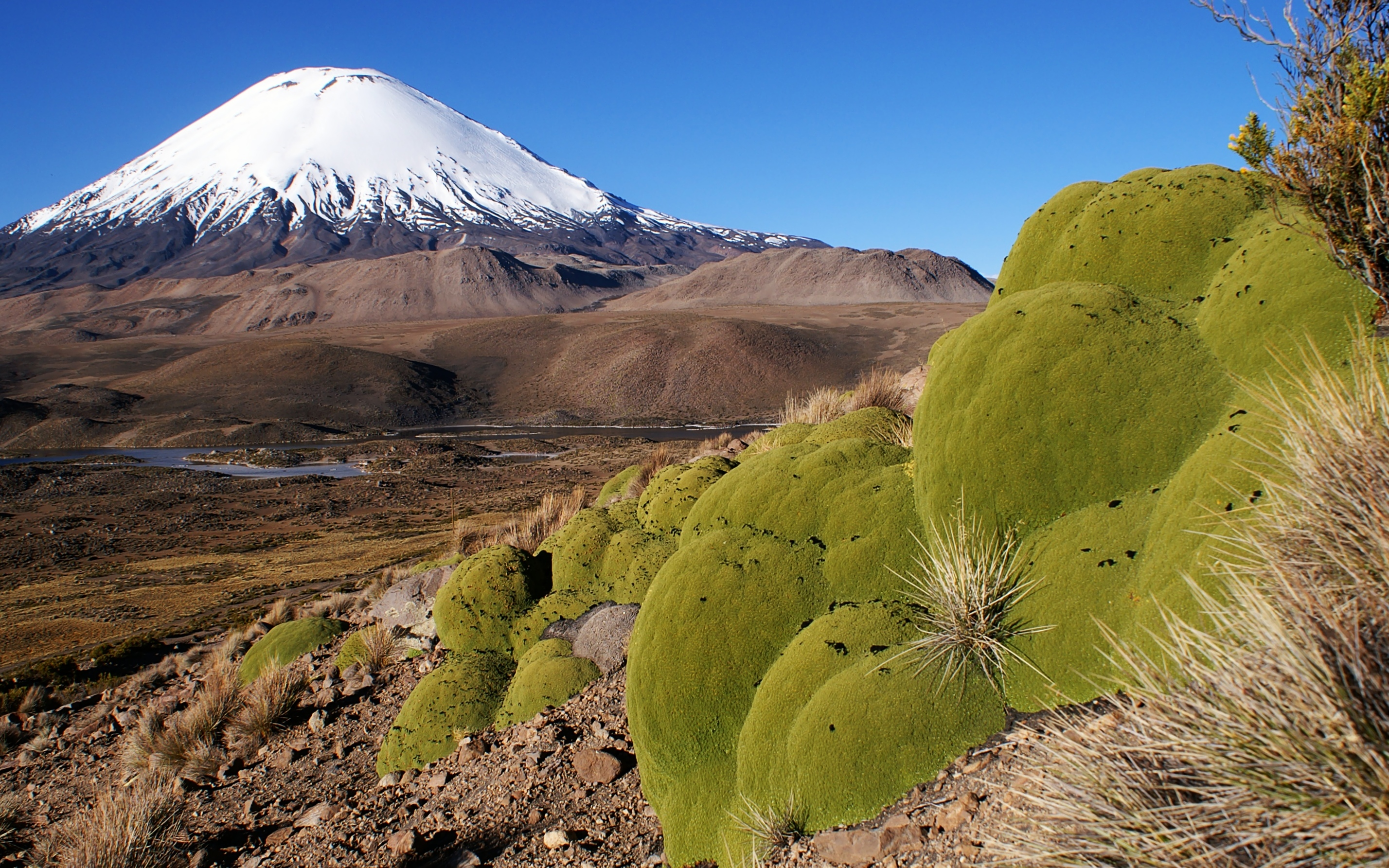
Azorella compacta

- Stilbocarpa (J.D. Hooker) Decaisne & Planchon

Podrodzina Saniculoideae Burnett – ok. 10 rodzajów występujących na całym świecie.
- Actinolema Fenzl
- Alepidea F. Delaroche
- Arctopus L. – mruczyślad
- Astrantia L. – jarzmianka
- Eryngium L. – mikołajek
- Petagnaea Guss.
- Phlyctidocarpa Cannon et Theobald
- Polemanniopsis B.L. Burtt

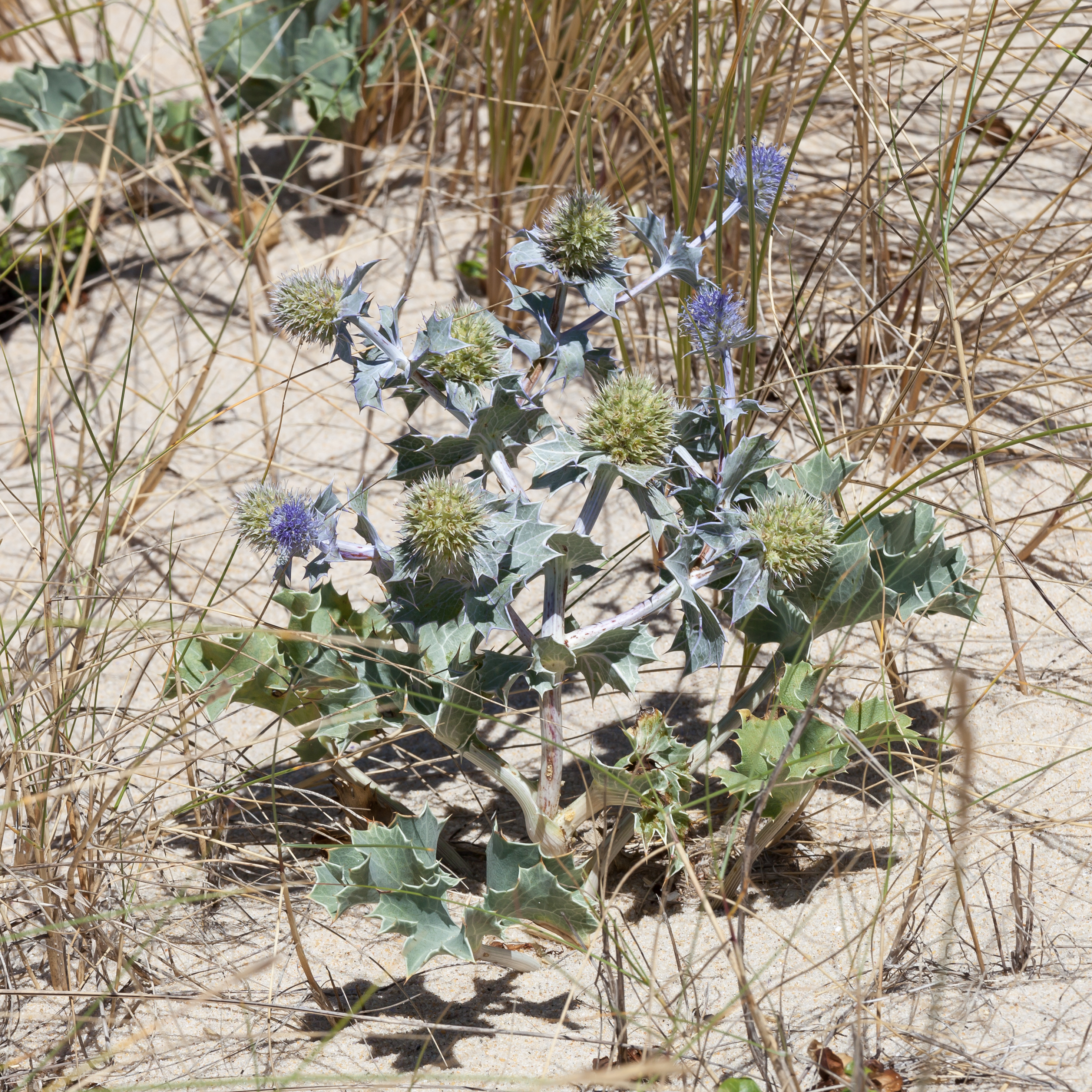
Mikołajek nadmorski

- Sanicula L. – żankiel (w tym cieszynianka Hacquetia)
- Steganotaenia Hochst.

Podrodzina Apioideae Seemann

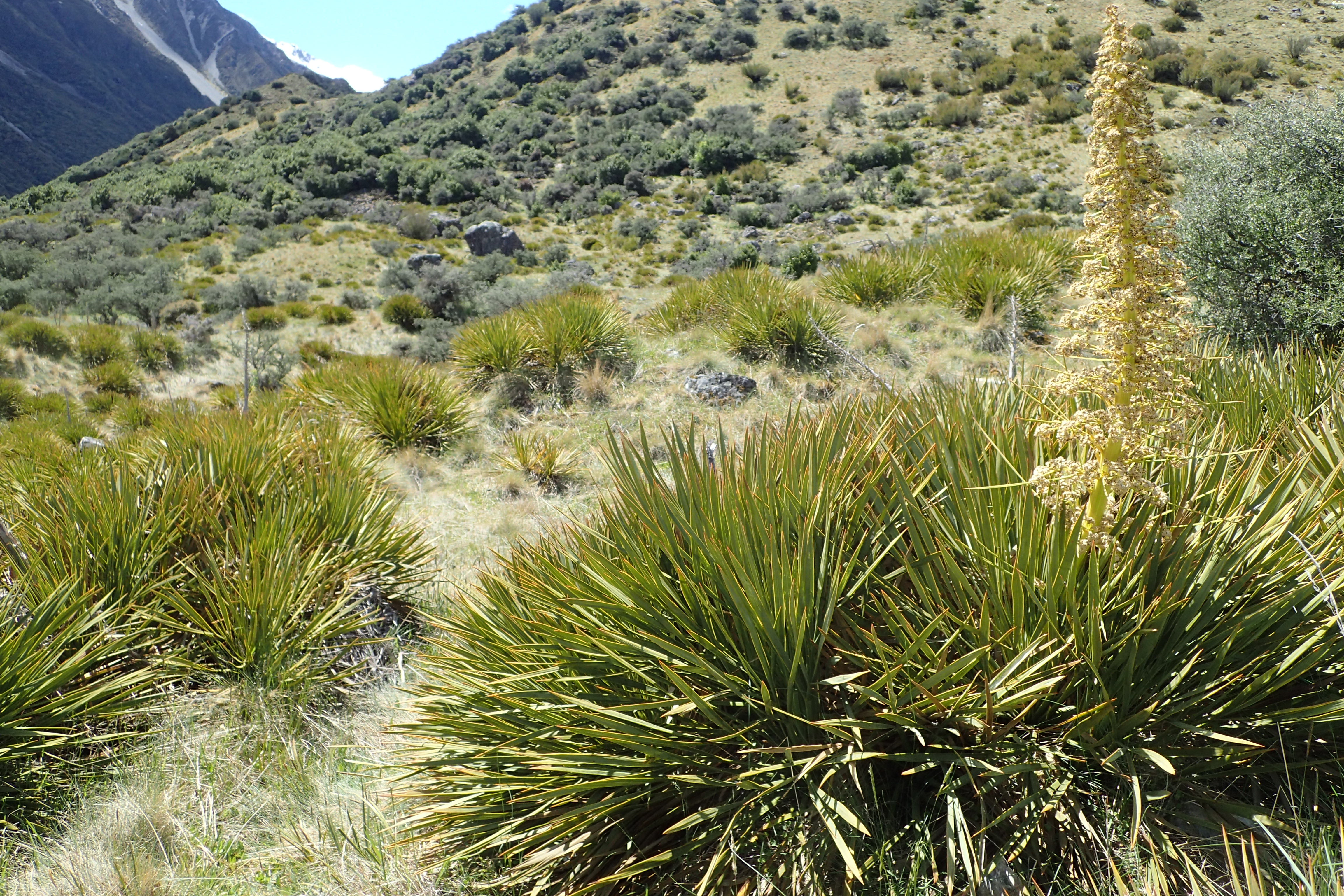
Aciphylla aurea

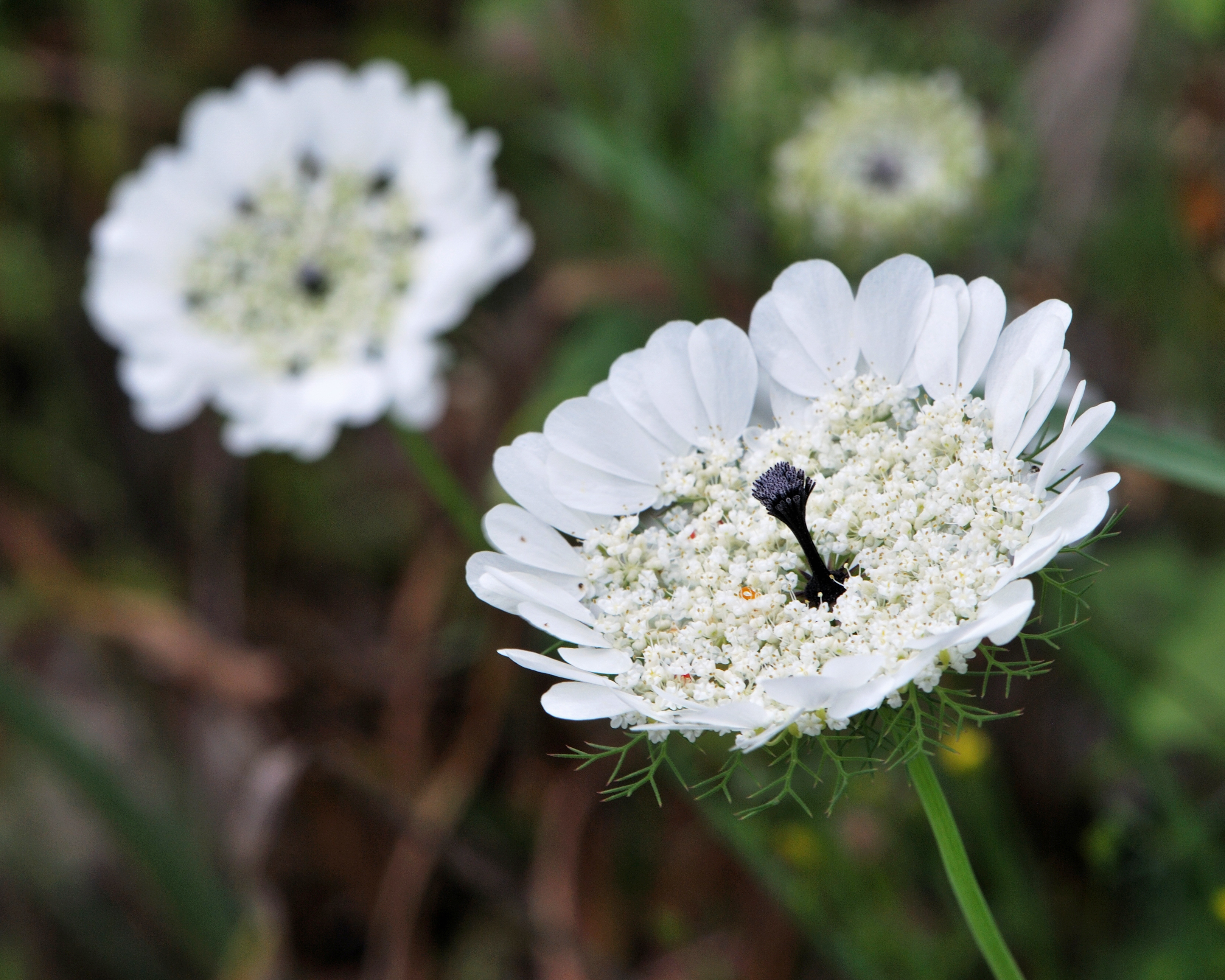
Artedia squamata

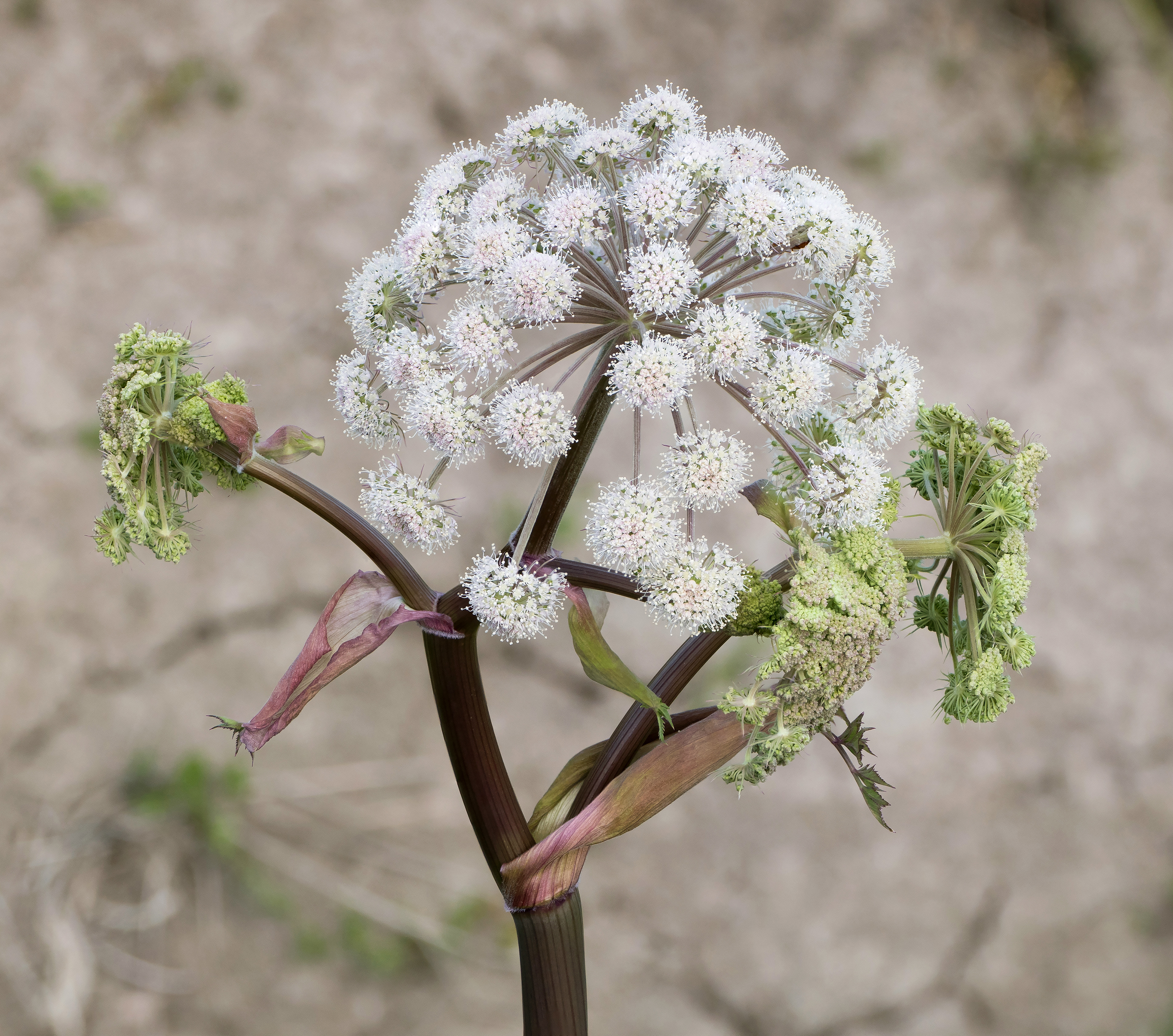
Dzięgiel leśny

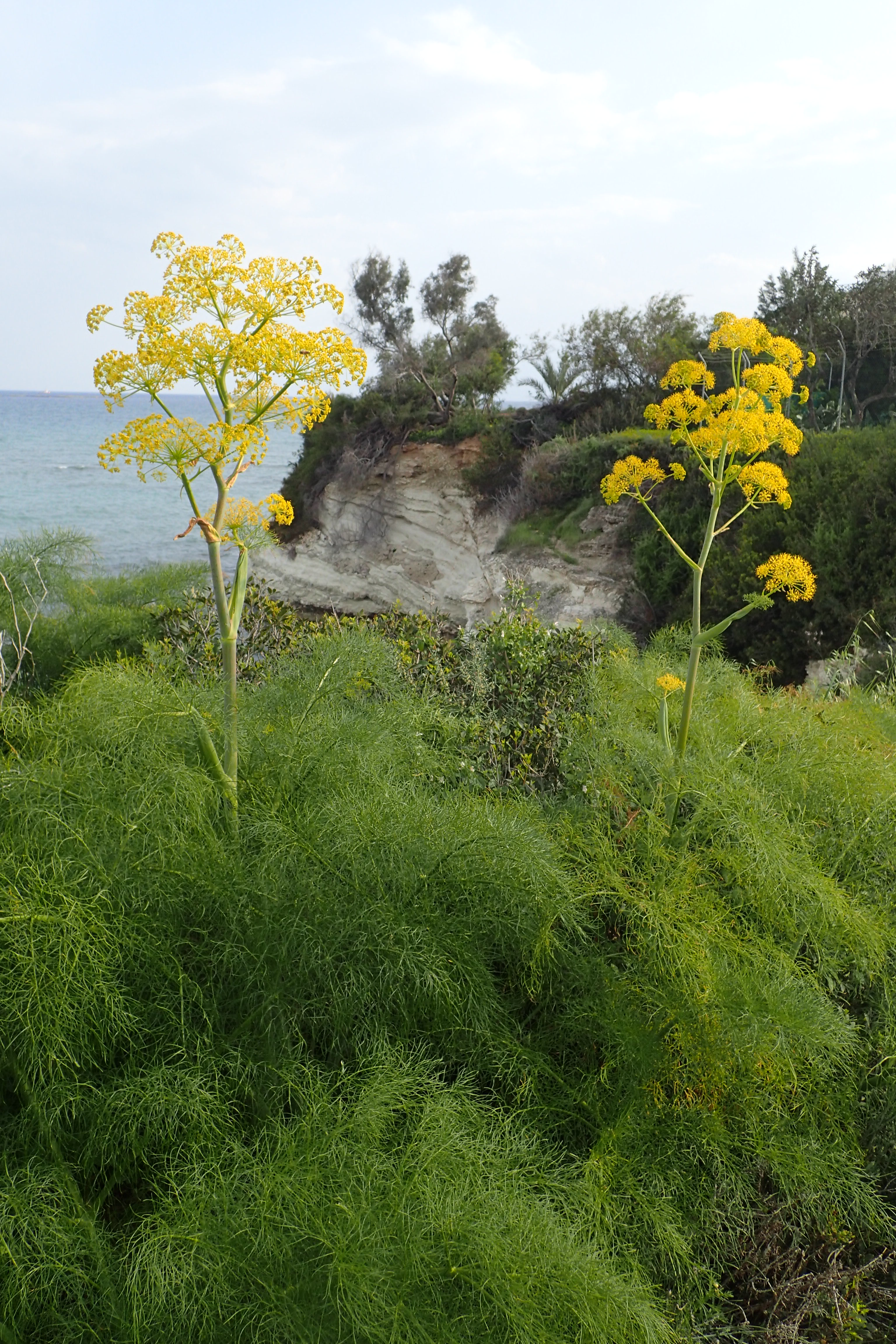
Ferula communis

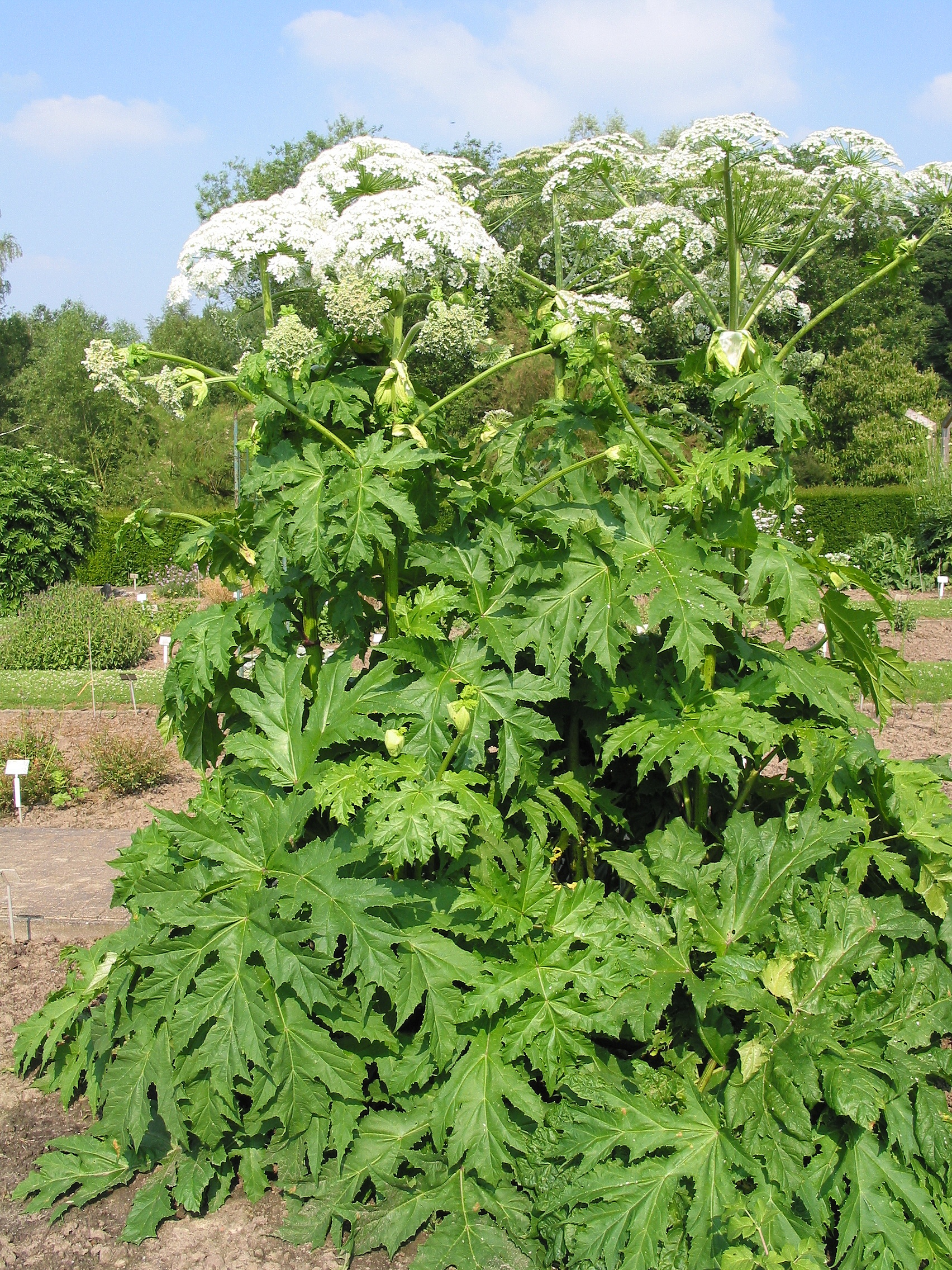
Barszcz Mantegazziego

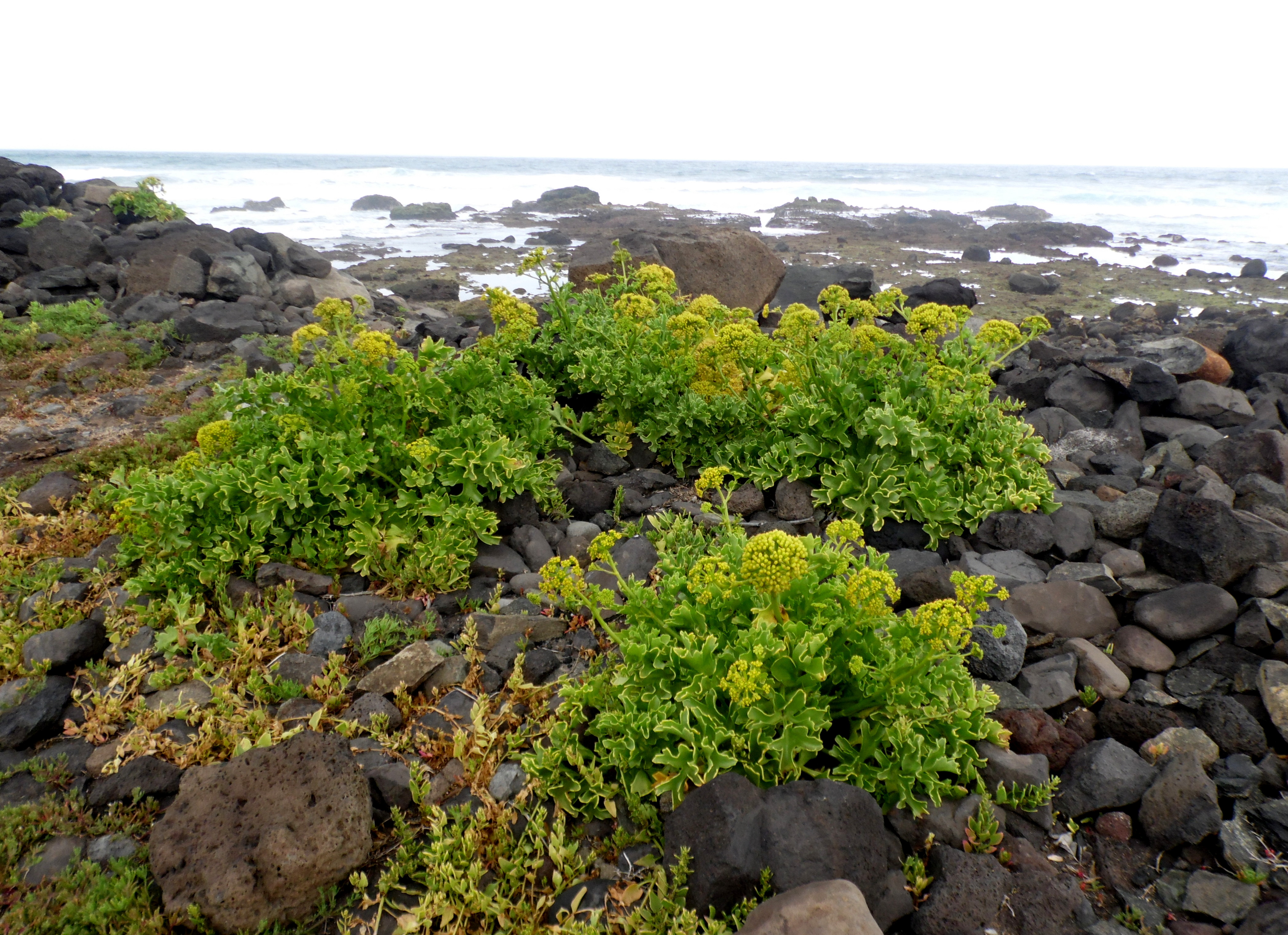
Astydamia latifolia

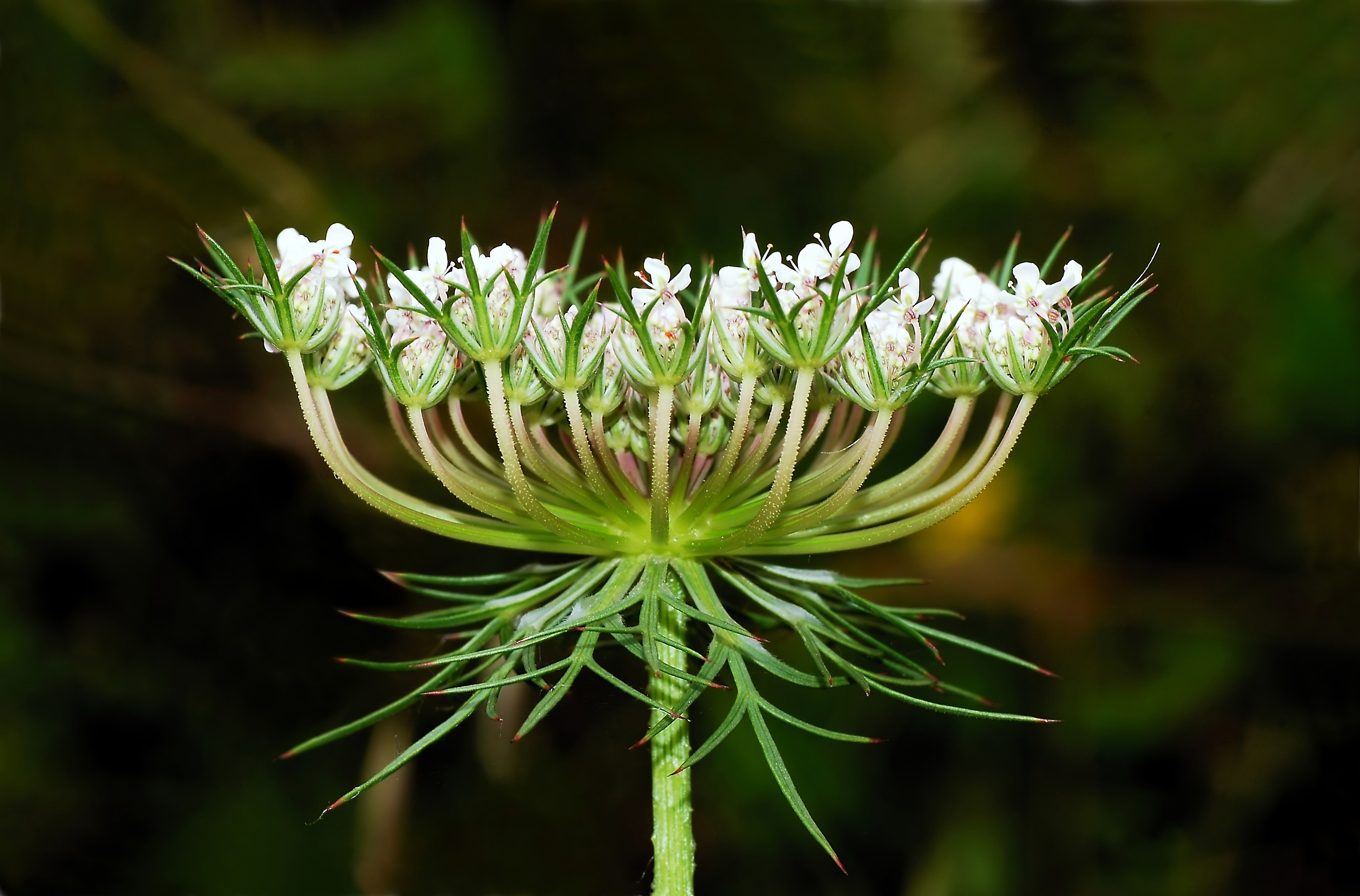
Kwiatostan marchwi zwyczajnej

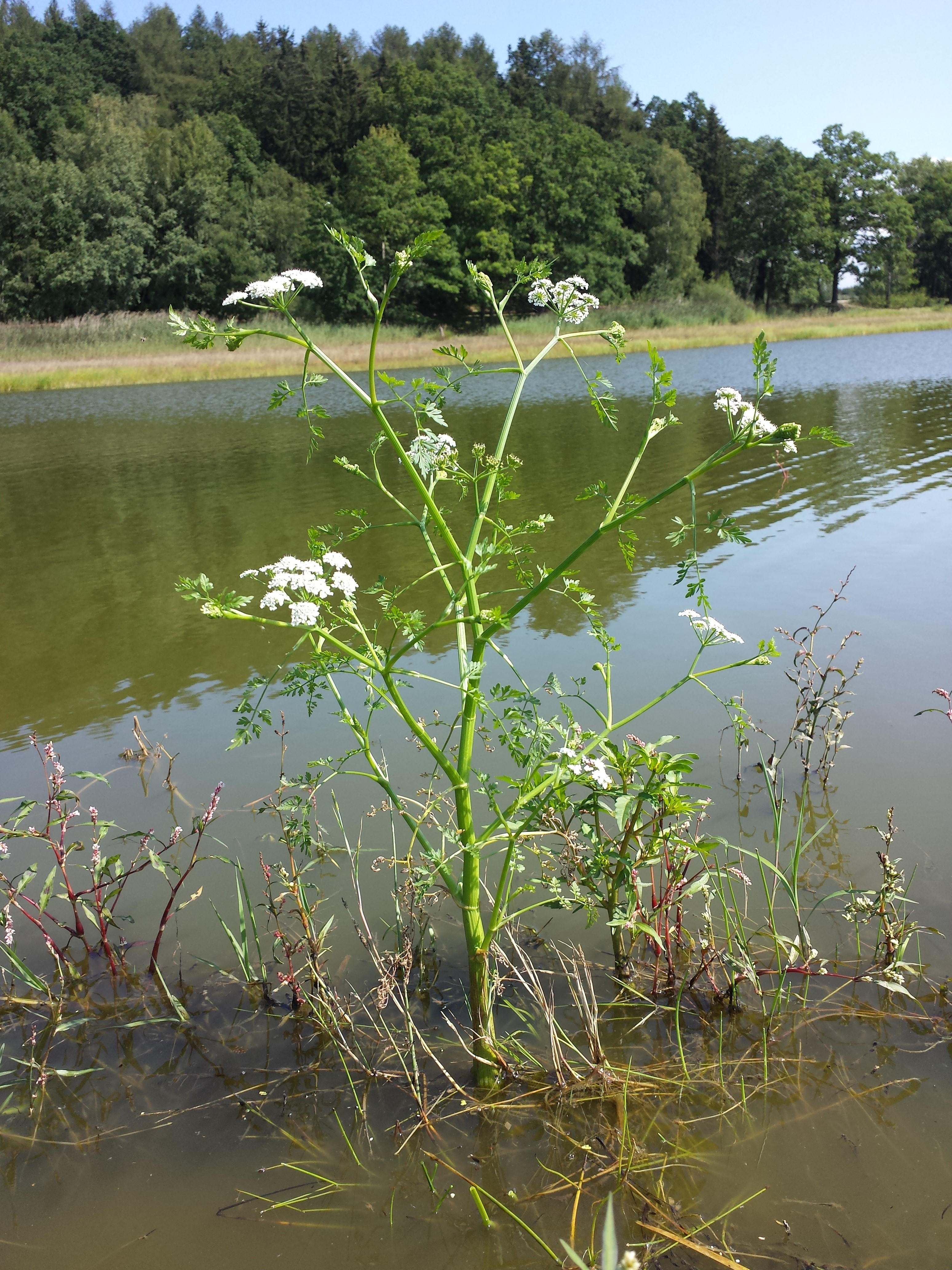
Kropidło wodne

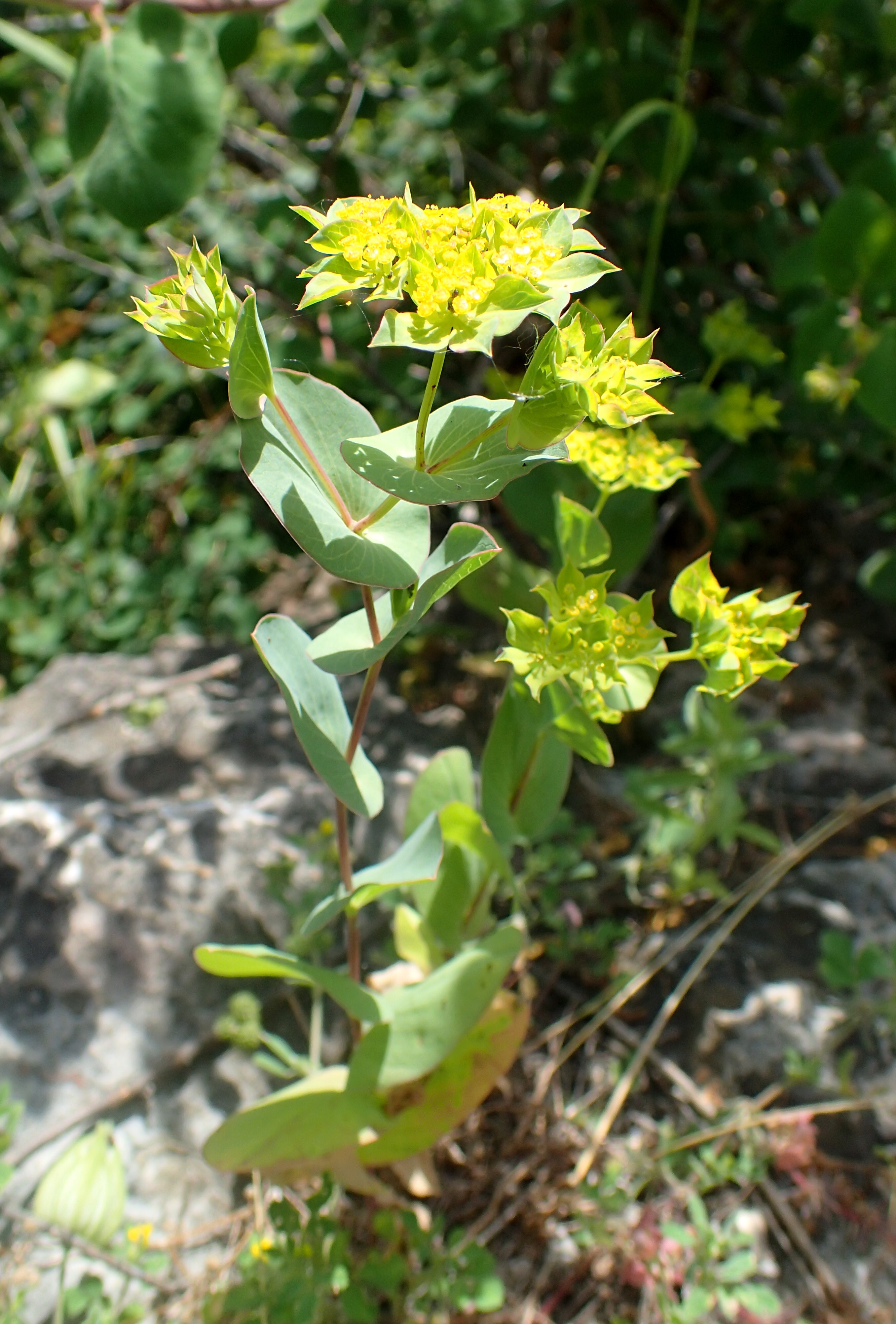
Przewiercień okrągłolistny

- Aciphylla J.R. Forst. et G. Forst – jeżyca
- Acronema Falc. ex Edgew.
- Actinanthus Ehrenb.
- Adenosciadium H. Wolff
- Aegokeras Raf.
- Aegopodium L. – podagrycznik
- Aethusa L. – blekot
- Aframmi C. Norman
- Afrocarum Rauschert
- Afroligusticum C. Norman
- Afrosison H. Wolff
- Agasyllis Spreng.
- Ainsworthia Boiss.
- Aletes J. M. Coult. & Rose
- Alococarpum Riedl & Kuber
- Alposelinum Pimenov
- Ammi L. – aminek
- Ammiopsis Boiss.
- Ammodaucus Coss. & Durieu
- Ammoides Adans.
- Ammoselinum Torr. & A. Gray
- Anethum L. – koper
- Angelica L. – dzięgiel
- Angelocarpa Rupr.
- Anginon Raf.
- Angoseseli Chiov.
- Anisopoda Baker
- Anisosciadium DC.
- Anisotome Hook. f.
- Annesorhiza Cham. & Schltdl.
- × Anthrichaerophyllum P. Fournier
- Anthriscus Pers. – trybula
- Aphanopleura Boiss.
- Apiastrum Nutt. ex Torr. & A. Gray
- Apium L. – selery
- Apodicarpum Makino
- Arafoe Pimenov & Lavrova
- Arcuatopterus M.L. Sheh & R.H. Shan
- Arracacia Bancr. – ziemniara
- Artedia L.
- Asciadium Griseb.
- Astomaea Rchb.
- Astrodaucus Drude – astrodaukus
- Astydamia DC.
- Athamanta L. – atamanta, świniak
- Aulacospermum Ledeb.
- Austropeucedanum Mathias & Constance
- Autumnalia Pimenov
- Azilia Hedge & Lamond
- Berula W. D. J. Koch – potocznik
- Bifora Hoffm. – szparzyca
- Bilacunaria Pimenov & V.N. Tikhom.
- Bonannia Guss.
- Bunium L. – bunium
- Bupleurum L. – przewiercień
- Cachrys L. – amarynta
- Calyptrosciadium Rech. f. & Kuber
- Capnophyllum Gaertn.
- Carlesia Dunn
- Caropsis (Rouy & E.G. Camus) Rauschert
- Carum L. – kminek
- Caucalis L. – włóczydło
- Cenolophium W.D.J.Koch – wzdęcin, cenolofium
- Cephalopodum Korovin
- Chaerophyllopsis H. Boissieu
- Chaerophyllum L. – świerząbek
- Chaetosciadium Boiss.
- Chamaele Miq.
- Chamaesciadium C.A. Mey.
- Chamaesium H. Wolff
- Chamarea Eckl. & Zeyh.
- Changium H. Wolff
- Choritaenia Bentham
- Chuanminshen M.L. Sheh & R.H. Shan
- Chymsydia Albov
- Cicuta L. – szalej
- Cnidiocarpa Pimenov
- Cnidium Cusson – selernica
- Coaxana J.M. Coult. & Rose
- Conioselinum Hoffm. – szczwoligorz
- Conium L. – szczwół
- Conopodium W.D.J. Koch – konopodium
- Coriandrum L. – kolendra
- Cortia DC.
- Cortiella C. Norman
- Cotopaxia Mathias & Constance
- Coulterophytum B.L. Rob.
- Coxella Cheeseman & Hemsl.
- Crithmum L. – kowniatek
- Cryptotaenia DC. – kryptotenia
- Cuminum L. – kmin
- Cyathoselinum Benth.
- Cyclorhiza M.L. Sheh & R.H. Shan
- Cyclospermum Lag.
- Cymbocarpum DC. ex C.A. Mey.
- Cymopterus Raf.
- Cynosciadium DC.
- Dactylaea Fedde ex H. Wolff
- Dasispermum Neck. ex Raf.
- Daucosma Engelm. & A. Gray
- Daucus L. – marchew
- Demavendia Pimenov
- Dicyclophora Boiss.
- Dimorphosciadium Pimenov
- Diplaspis J.D. Hooker
- Diplolophium Turcz.
- Diplotaenia Boiss.
- Donnellsmithia J.M. Coult. & Rose
- Dorema D. Don
- Dracosciadium Hilliard & B.L. Burtt
- Ducrosia Boiss.
- Dystaenia Kitag.
- Echinophora L. – baldaszkowiec
- Ekimia H. Duman & M.F. Watson
- Elaeosticta Fenzl
- Eleutherospermum K. Koch
- Enantiophylla J.M. Coult. & Rose
- Endressia J. Gay
- Eremodaucus Bunge
- Ergocarpon C.C. Towns.
- Erigenia Nutt.
- Eriocycla Lindl.
- Eriosynaphe Candolle
- Erythroselinum Chiov.
- Eurytaenia Torr. & A. Gray
- Exoacantha Labill.
- Falcaria Fabr. – sierpnica
- Fergania Pimenov
- Ferula L. – zapaliczka
- Ferulago W.D.J. Koch – zapalicznik
- Ferulopsis Kitag.
- Foeniculum Mill. – fenkuł
- Frommia H. Wolff
- Froriepia K. Koch
- Fuernrohria K. Koch
- Galagania Lipsky
- Geocaryum Coss.
- Gingidia J.W. Dawson
- Glaucosciadium B.L. Burtt & P.H. Davis
- Glehnia F. Schmidt ex Miq.
- Glia Sond.
- Glochidotheca Fenzl
- Gongylosciadium Rech. f.
- Grafia Rchb.
- Grammosciadium DC.
- Halosciastrum Koidz.
- Haplosciadium Hochst.
- Haplosphaera Hand.-Mazz.
- Harbouria J.M. Coult. & Rose
- Harrysmithia H. Wolff
- Haussknechtia Boiss.
- Hellenocarum H. Wolff
- Helosciadium W.D.J. Koch – pęczyna
- Heptaptera Margot & Reut.
- Heracleum L. – barszcz
- Heteromorpha Cham. & Schltdl.
- Hladnikia Rchb.
- Hohenackeria Fisch. & C.A. Mey.
- Homalosciadium Domin
- Horstrissea Greuter et al.
- Hyalolaena Bunge
- Hymenolaena DC.
- Imperatoria L.
- Itasina Raf.
- Johrenia DC.
- Johreniopsis Pimenov
- Kadenia Lavrova & V.N. Tikhom.
- Kafirnigania Kamelin & Kinzik.
- Kalakia Alava
- Kandaharia Alava
- Karatavia Pimenov & Lavrova
- Karnataka P.K. Mukh. & Constance
- Kedarnatha P.K. Mukh. & Constance
- Keraymonia Farille
- Kitagawia Pimenov
- Klotzschia Cham.
- Komarovia Korovin
- Korshinskia Lipsky
- Kosopoljanskia Korovin
- Kozlovia Lipsky
- Krasnovia Popov ex Schischk.
- Krubera Hoffm.
- Kundmannia Scop.
- Ladyginia Lipsky
- Lagoecia L.
- Lalldhwojia Farille
- Laser Borkh. ex P. Gaertn. et al. – laser
- Laserpitium L. – okrzyn
- Lecokia Candolle
- Ledebouriella H. Wolff
- Lefebvrea A. Richard
- Leibergia J.M. Coult. & Rose
- Levisticum Hill – lubczyk
- Leutea Pimenov
- Libanotis Haller ex Zinn – oleśnik (włączany do Seseli – żebrzyca)
- Lichtensteinia Cham. & Schltdl.
- Lignocarpa J.W. Dawson
- Ligusticella J.M. Coult. & Rose
- Ligusticopsis Leute
- Ligusticum L. – lubiśnik
- Lilaeopsis Greene
- Limnosciadium Mathias & Constance
- Lipskya (Koso-Pol.) Nevski
- Lisaea Boiss.
- Lomatium Raf.
- Lomatocarpa Pimenov
- Magadania Pimenov & Lavrova
- Magydaris W.D.J. Koch ex DC.
- Malabaila Hoffm. – malabaila
- Mandenovia Alava
- Marlothiella H. Wolff
- Mastigosciadium Rech. f. & Kuber
- Mathiasella Constance & C.L. Hitchc.
- Mediasia Pimenov
- Meeboldia H. Wolff
- Melanosciadium H. Boissieu
- Meum Mill. – wszewłoga
- Microsciadium Boiss.
- Mogoltavia Korovin
- Molopospermum W.D.J. Koch
- Monizia Lowe
- Musineon Raf.
- Mutellina Thell. – marchwica
- Myrrhidendron J.M. Coult. & Rose
- Myrrhis Mill. – marchewnik
- Myrrhoides Heist. ex Fabr.
- Naufraga Constance & Cannon
- Neoconopodium (Koso-Pol.) Pimenov & Kljuykov
- Neogoezia Hemsl.
- Neonelsonia J.M. Coult. & Rose
- Neoparrya Mathias
- Niphogeton Schltdl.
- Nirarathamnos Balf. f.
- Nothosmyrnium Miq.
- Notiosciadium Speg.
- Notopterygium Boissieu
- Oedibasis Koso-Pol.
- Oenanthe L. – kropidło
- Oligocladus Chodat & Wilczek
- Oliveria Vent.
- Opopanax W.D.J. Koch
- Oreocome Edgew.
- Oreonana Jeps.
- Oreoschimperella Rauschert
- Oreoxis Raf.
- Orlaya Hoffm. – orlaja
- Ormopterum Schischk.
- Ormosciadium Boiss.
- Ormosolenia Tausch
- Orogenia S. Watson
- Osmorhiza Raf.
- Ostericum Hoffmann – starodub
- Ottoa Kunth
- Oxypolis Raf.
- Pachypleurum Ledeb. – nibymarchwica
- Palimbia Besser ex DC.
- Pancicia Vis.
- Paraligusticum V.N. Tikhom.
- Paraselinum H. Wolff
- Parasilaus Leute
- Pastinaca L. – pasternak
- Pastinacopsis Golosk.
- Paulita Soják
- Pedinopetalum Urb. & H. Wolff
- Perideridia Rchb.
- Perissocoeleum Mathias & Constance
- Petroedmondia Tamamsch.
- Petroselinum Hill – pietruszka
- Peucedanum L. – gorysz
- Phellolophium Baker
- Phlojodicarpus Turcz. ex Ledeb.
- Phlyctidocarpa Cannon & W.L. Theob.
- Physospermopsis H. Wolff
- Physospermum Cusson
- Physotrichia Hiern
- Pilopleura Schischk.
- Pimpinella L. – biedrzeniec
- Pinacantha Gilli
- Pinda P.K. Mukh. & Constance
- Pituranthos Viv.
- Pleurospermopsis C. Norman
- Pleurospermum Hoffm. – żebrowiec
- Podistera S. Watson
- Polemannia Eckl. & Zeyh.
- Polemanniopsis B.L. Burtt
- Polytaenia DC.
- Polyzygus Dalzell
- Portenschlagiella Tutin
- Prangos Lindl.
- Prionosciadium S. Watson
- Psammogeton Edgew.
- Pseudocarum C. Norman
- Pseudocymopterus J.M. Coult. & Rose
- Pseudoselinum C. Norman
- Pseudotaenidia Mack.
- Pternopetalum Franch.
- Pterygopleurum Kitag.
- Pteryxia (Nuttall) J.M. Coulter & Rose
- Ptilimnium Raf.
- Ptychotis W.D.J. Koch
- Pycnocycla Lindl.
- Pyramidoptera Boiss.
- Registaniella Rech. f.
- Rhabdosciadium Boiss.
- Rhodosciadium S. Watson
- Rhopalosciadium Rech. f.
- Rhysopterus J.M. Coult. & Rose
- Ridolfia Moris
- Rumia Hoffm.
- Rupiphila Pimenov & Lavrova
- Rutheopsis A. Hansen & G. Kunkel
- Sajanella Soják
- Saposhnikovia Schischk.
- Scaligeria DC.
- Scandia J.W. Dawson
- Scandix L. – czechrzyca
- Schoenolaena Bunge
- Schrenkia Fisch. & C.A. Mey.
- Schtschurowskia Regel & Schmalh.
- Schulzia Spreng.
- Sclerochorton Boiss.
- Sclerotiaria Korovin
- Selinopsis Coss. & Durieu ex Batt. & Trab.
- Selinum L. – olszewnik
- Semenovia Regel & Herder
- Seseli L. – żebrzyca
- Seselopsis Schischk.
- Shoshonea Evert & Constance
- Siculosciadium C.Brullo, Brullo, S.R.Downie & Giusso[13]

- Silaum Mill. – koniopłoch
- Siler Mill.
- Sinocarum H. Wolff ex R.H. Shan & F.T. Pu
- Sinodielsia H. Wolff
- Sinolimprichtia H. Wolff
- Sison L.
- Sium L. – marek
- Smyrniopsis Boiss.
- Smyrnium L. – przewłoka
- Sonderina H. Wolff
- Spermolepis Raf.
- Sphaenolobium Pimenov
- Sphaerosciadium Pimenov & Kljuykov
- Sphallerocarpus Besser ex DC.
- Sphenocarpus Korovin
- Sphenosciadium A. Gray
- Spuriodaucus C. Norman
- Spuriopimpinella (H. Boissieu) Kitag.
- Stefanoffia H. Wolff
- Stenocoelium Ledeb.
- Stewartiella Nasir
- Stoibrax Raf.
- Symphyoloma C.A. Mey.
- Szovitsia Fisch. & C.A. Mey.
- Taenidia (Torr. & A. Gray) Drude
- Tamamschjania Pimenov & Kljuykov
- Tauschia Schltdl.
- Tetrataenium (DC.) Manden.
- Thamnosciadium Hartvig
- Thapsia L. – łoczydło
- Thaspium Nutt.
- Thecocarpus Boiss.
- Tilingia Regel
- Tinguarra Parl.
- Todaroa Parl.
- Tommasinia Bertol.
- Tongoloa H. Wolff
- Tordyliopsis DC.
- Tordylium L. – wszawiec
- Torilis Adans. – kłobuczka
- Trachydium Lindl.
- Trachyspermum Link – chropawiec
- Trepocarpus Nutt. ex DC.
- Tricholaser Gilli
- Trigonosciadium Boiss.
- Trinia Hoffm. – trynia
- Trochiscanthes W.D.J. Koch
- Turczaninoviella Koso-Pol.
- Turgenia Hoffm. – turgenia
- Uldinia J.M. Black
- Vanasushava P.K. Mukh. & Constance
- Vicatia DC.
- Vvedenskya Korovin
- Xatardia Meisn. & Zeyh.
- Yabea Koso-Pol.
- Zeravschania Korovin
- Zizia W.D.J. Koch – ochłystka
- Zosima Hoffm.

Incertae sedis:
- Hermas L.
- Platysace Bunge

Pozycja w systemie Reveala (1993–1999)
Gromada okrytonasienne (Magnoliophyta Cronquist), podgromada Magnoliophytina Frohne & U. Jensen ex Reveal, klasa Rosopsida Batsch, podklasa dereniowe (Cornidae Frohne & U. Jensen ex Reveal), nadrząd Aralianae Takht., rząd araliowce (Araliales Reveal), rodzina selerowate (Apiaceae Lindl.).

## Zastosowanie

### Rośliny jadalne
Wiele gatunków z rodziny selerowatych wykorzystywanych jest jako warzywa korzeniowe i liściowe oraz rośliny przyprawowe. Do wykorzystywanych na wielką skalę warzyw korzeniowych należy marchew zwyczajna Daucus carota podgatunku uprawnego subsp. sativus. Popularnie wykorzystywane są także korzenie spichrzowe pietruszki zwyczajnej Petroselinum crispum var. tuberosum, selera korzeniowego Apium graveolens var. rapaceum i pasternaku zwyczajnego Pastinaca sativa subsp. sativa, przy czym ten ostatni wykorzystywany jest głównie w krajach anglosaskich. Do warzyw o długiej historii wykorzystania, nieco zapomnianych, i w różnym stopniu popularyzowanych ponownie należą: marek kucmerka Sium sisarum, świerząbek bulwiasty Chaerophyllum bulbosum, bunium śródziemnomorskie Bunium bulbocastanum, konopodium większe Conopodium majus. Indianie północnoamerykańscy żywili się spichrzowymi korzeniami kilku gatunków z rodzaju Lomatium, Perideridia gairdneri, Conioselinum chinense. Ważnym warzywem korzeniowym w Andach była i jest ziemniara jadalna Arracacia xanthorrhiza.

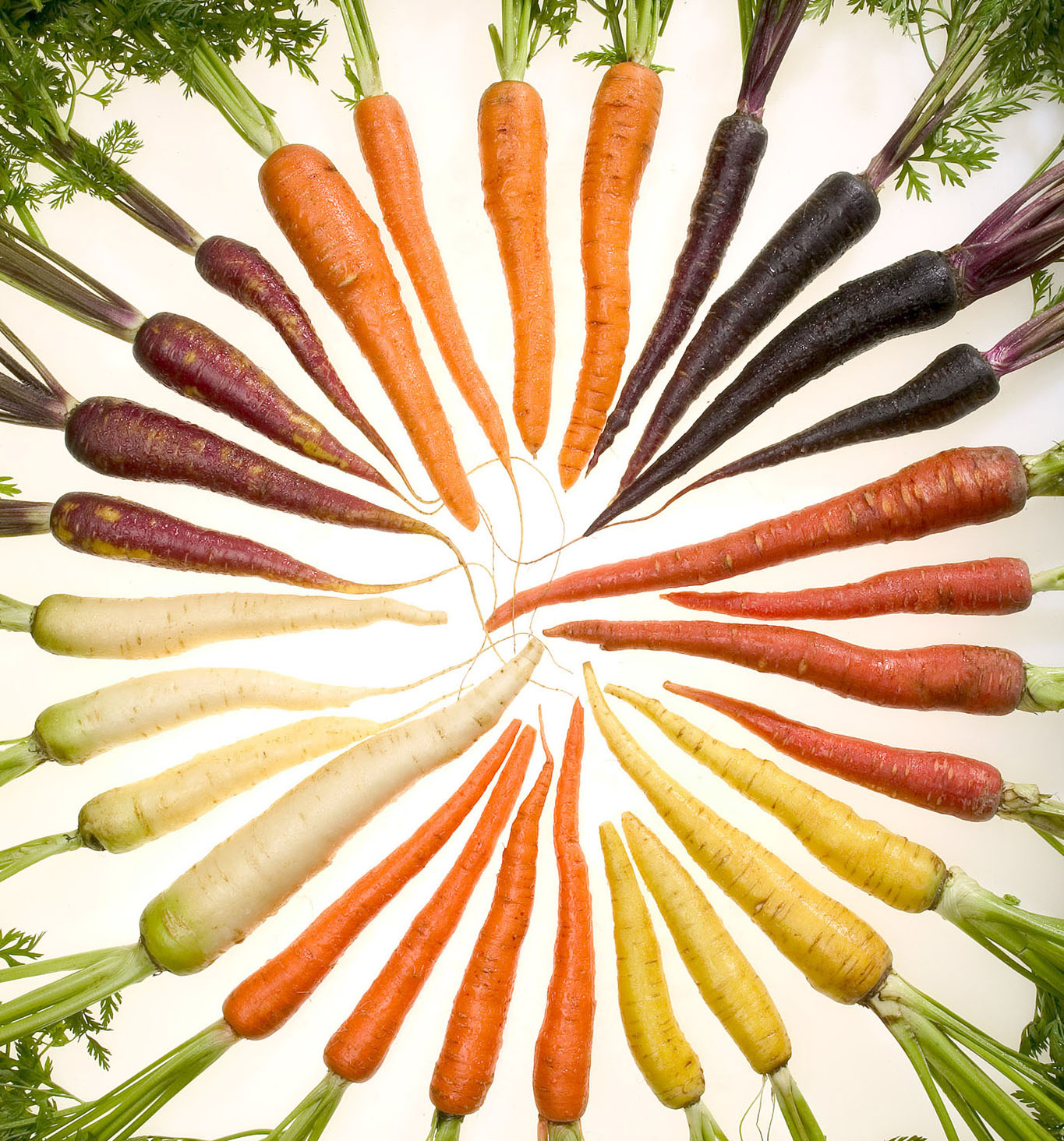
Marchew uprawna
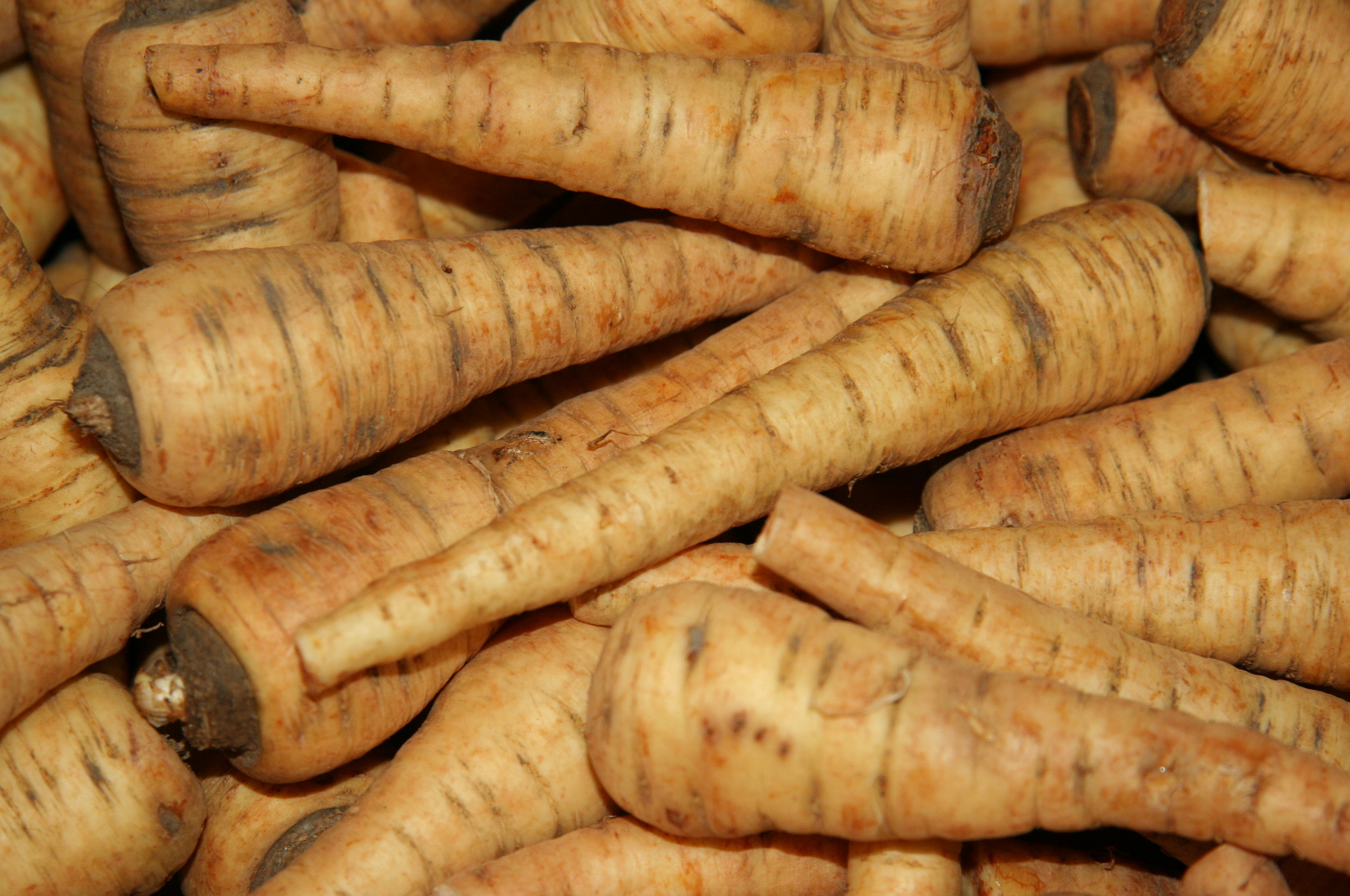
Pasternak zwyczajny
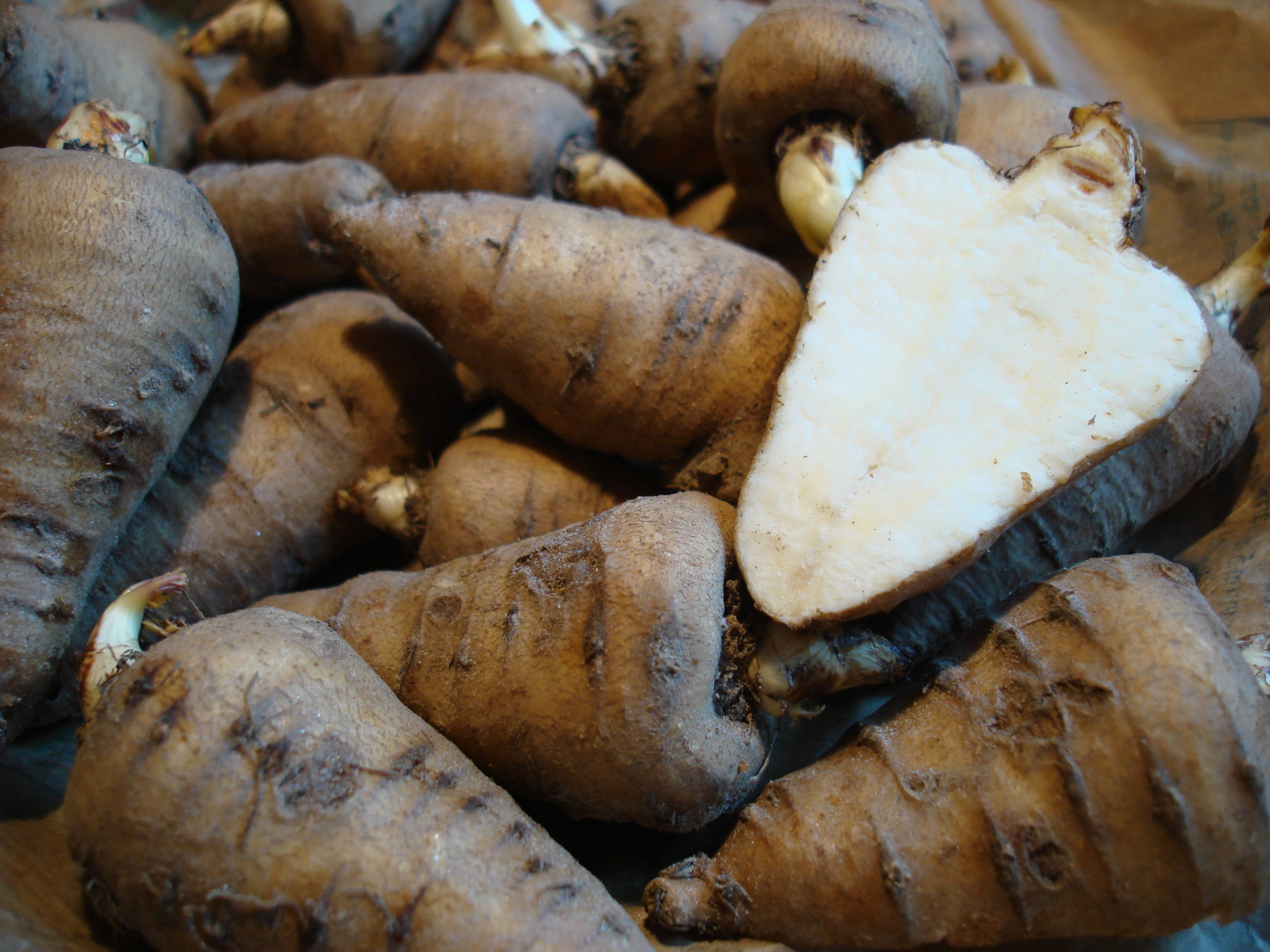
Świerząbek bulwiasty
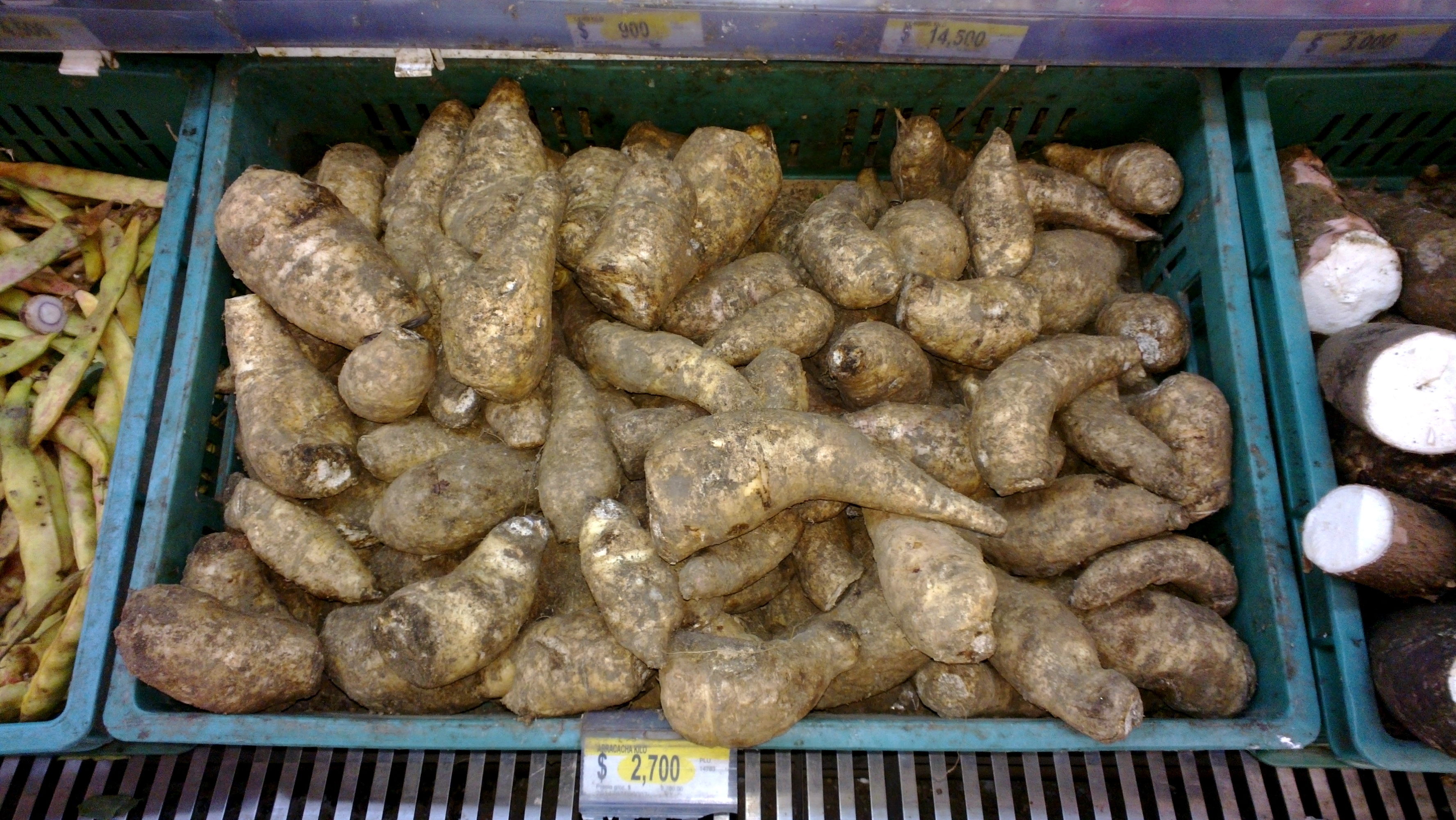
Ziemniara jadalna

Kilka gatunków o zgrubiałych łodygach i ogonkach liściowych określanych bywa warzywami liściowymi lub łodygowymi – należą tu seler naciowy Apium graveolens var. dulce, dzięgiel litwor Angelica archangelica, fenkuł włoski Foeniculum vulgare, przewłoka warzywna Smyrnium olusatrum, lubczyk ogrodowy Levisticum officinale, kowniatek nadmorski Crithmum maritimum, Berula bracteata (warzywo endemiczne dla Wyspy Świętej Heleny). Liczne selerowate mają liście jadalne, spożywane po ugotowaniu podobnie jak szpinak warzywny, dodawane do sałatek lub rozmaitych dań, często silnie aromatyczne. Do warzyw liściowych popularnych przynajmniej lokalnie należą m.in.: pietruszka zwyczajna naciowa Petroselinum crispum var. crispum, trybula ogrodowa Anthriscus cerefolium, marchewnik anyżowy Myrrhis odorata, kryptotenia japońska zwana pietruszką japońską Cryptotaenia japonica, wąkrotka azjatycka Centella asiatica, Oenanthe javanica, dawniej duże znaczenie miały także podagrycznik pospolity Aegopodium podagraria i Tordylium apulium.

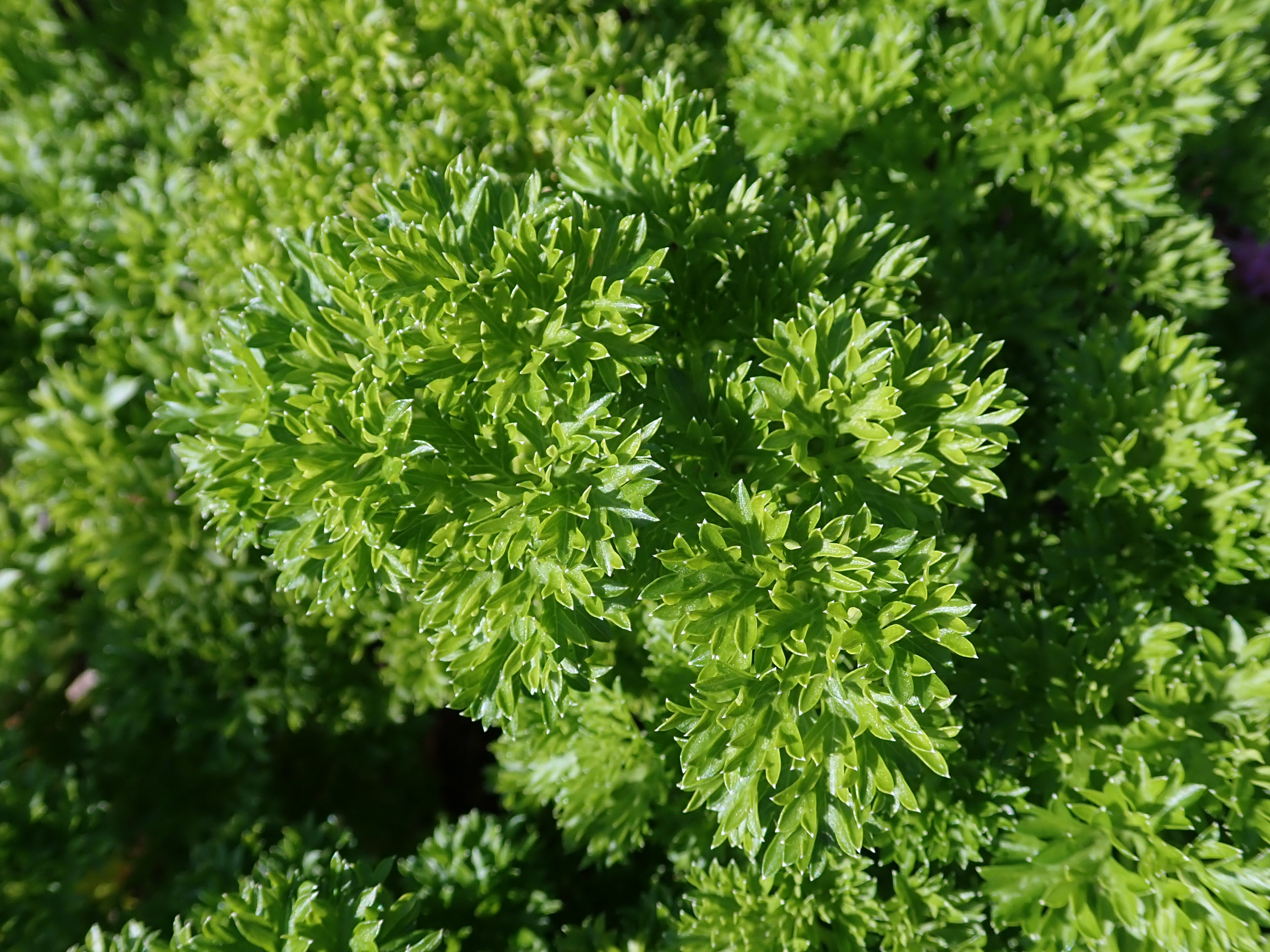
Pietruszka naciowa
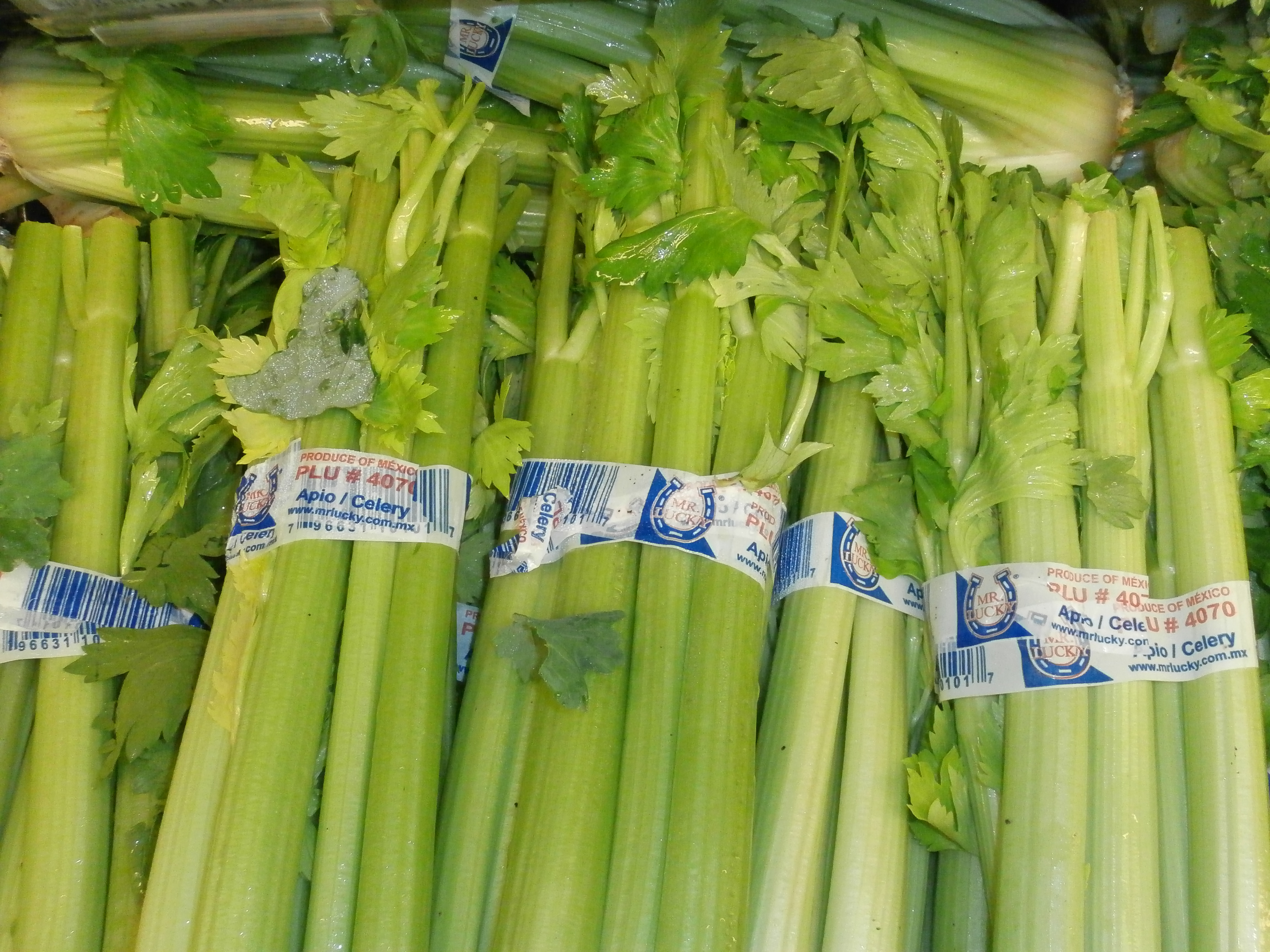
Selery naciowe
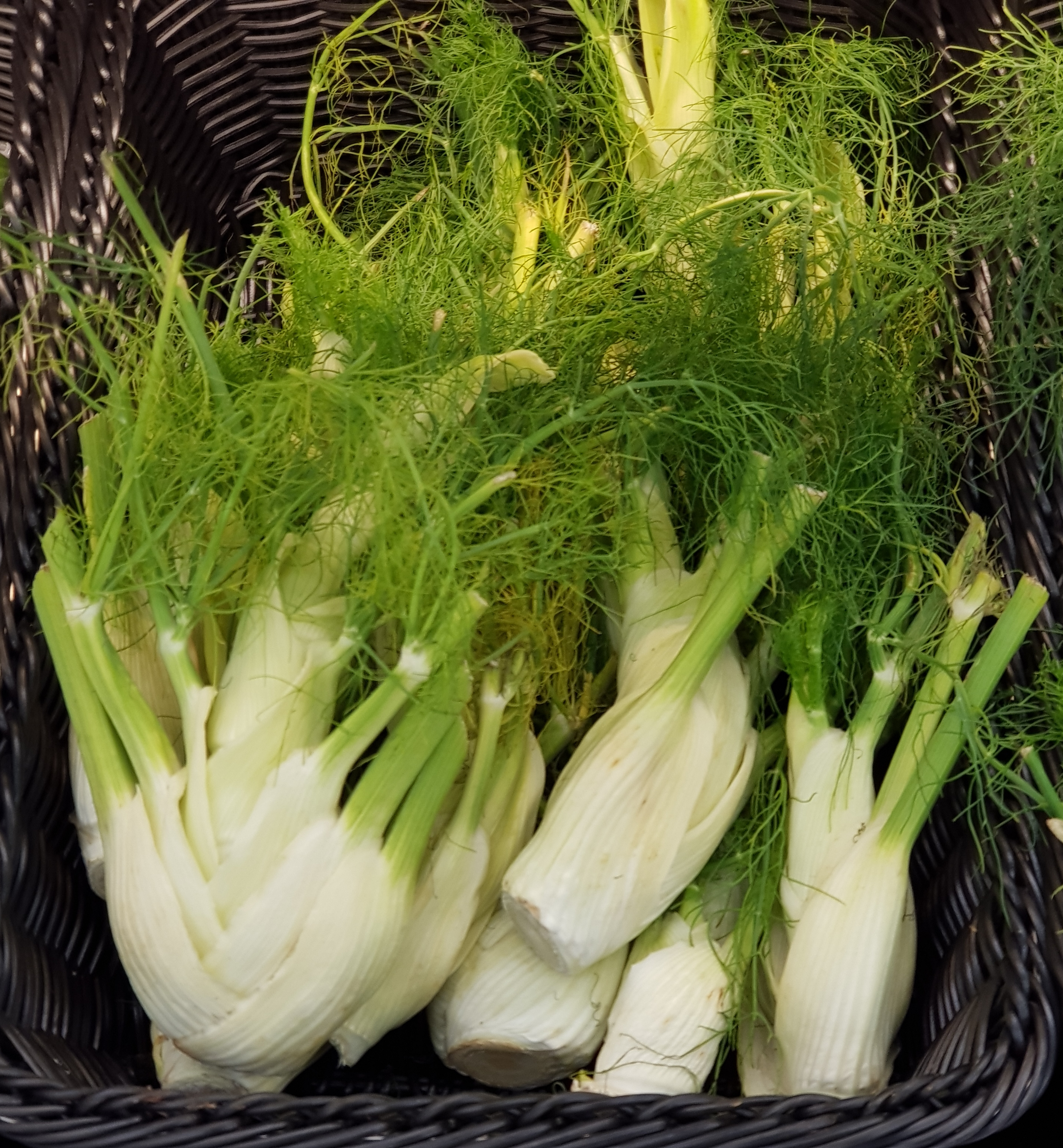
Fenkuł włoski
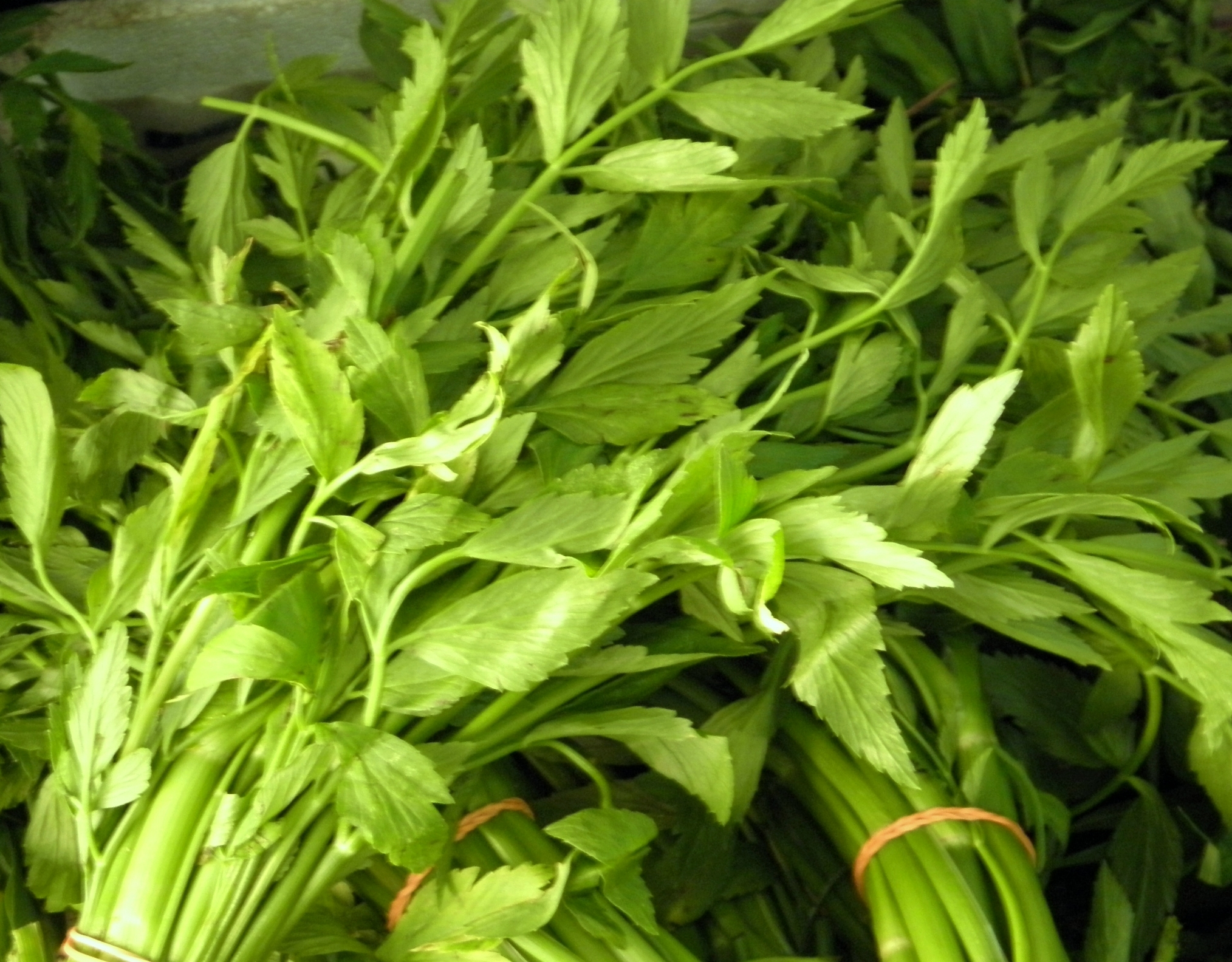
Oenanthe javanica

Szereg gatunków selerowatych to ważne rośliny przyprawowe i jako takie wykorzystywane są też liczne spośród wyżej wymienionych (zwłaszcza pietruszka, selery czy lubczyk). Ważną przyprawą w licznych kuchniach świata jest kolendra siewna Coriandrum sativum, lokalnie zastępowana przez Eryngium foetidum. Do popularnych przypraw należą także: biedrzeniec anyż Pimpinella anisum, kminek zwyczajny Carum carvi, kmin rzymski Cuminum cyminum, różne gatunki z rodzaju zapaliczka Ferula, chropawiec wonny Trachyspermum ammi (popularny zwłaszcza w Indiach).

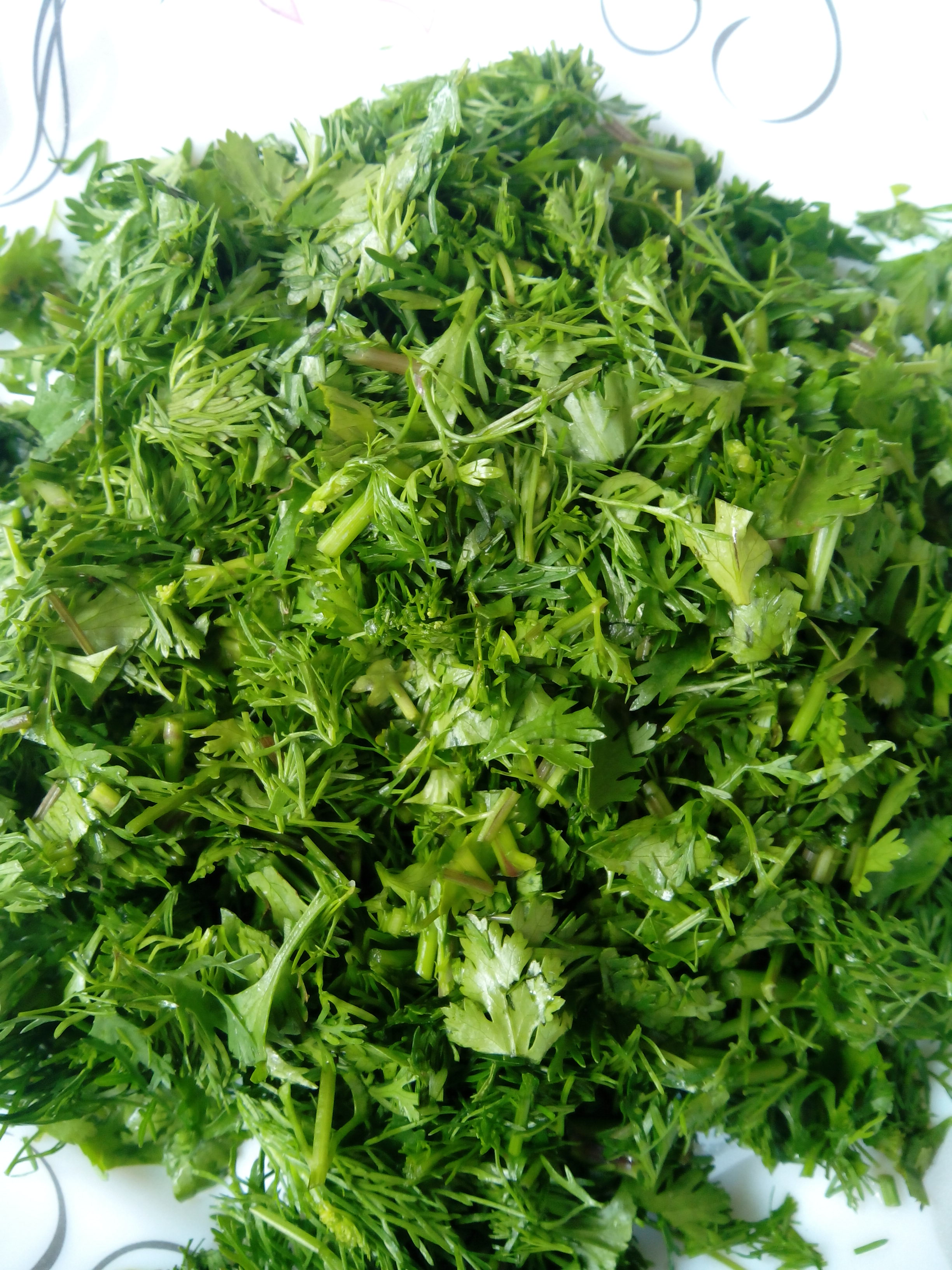
Kolendra siewna
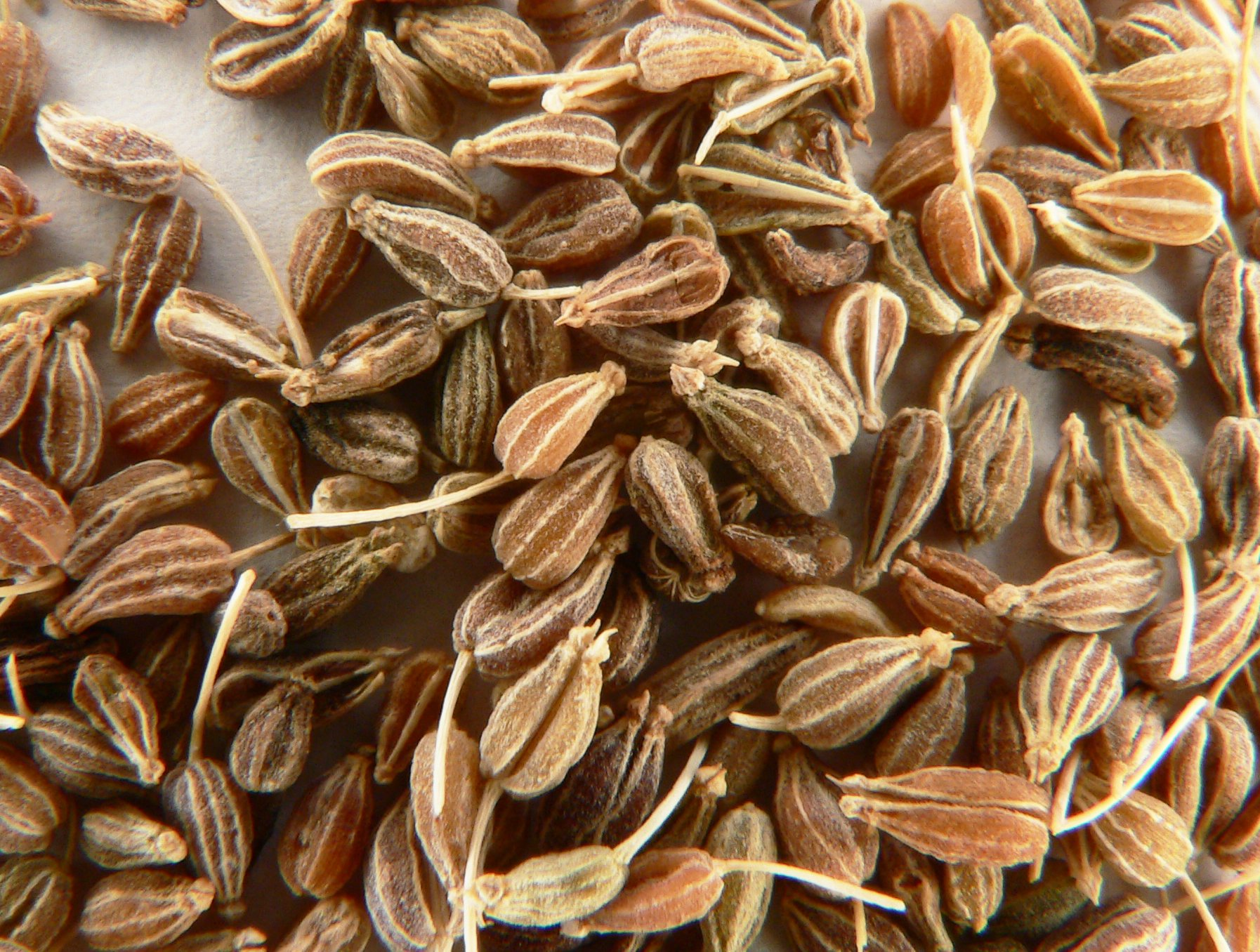
Biedrzeniec anyż
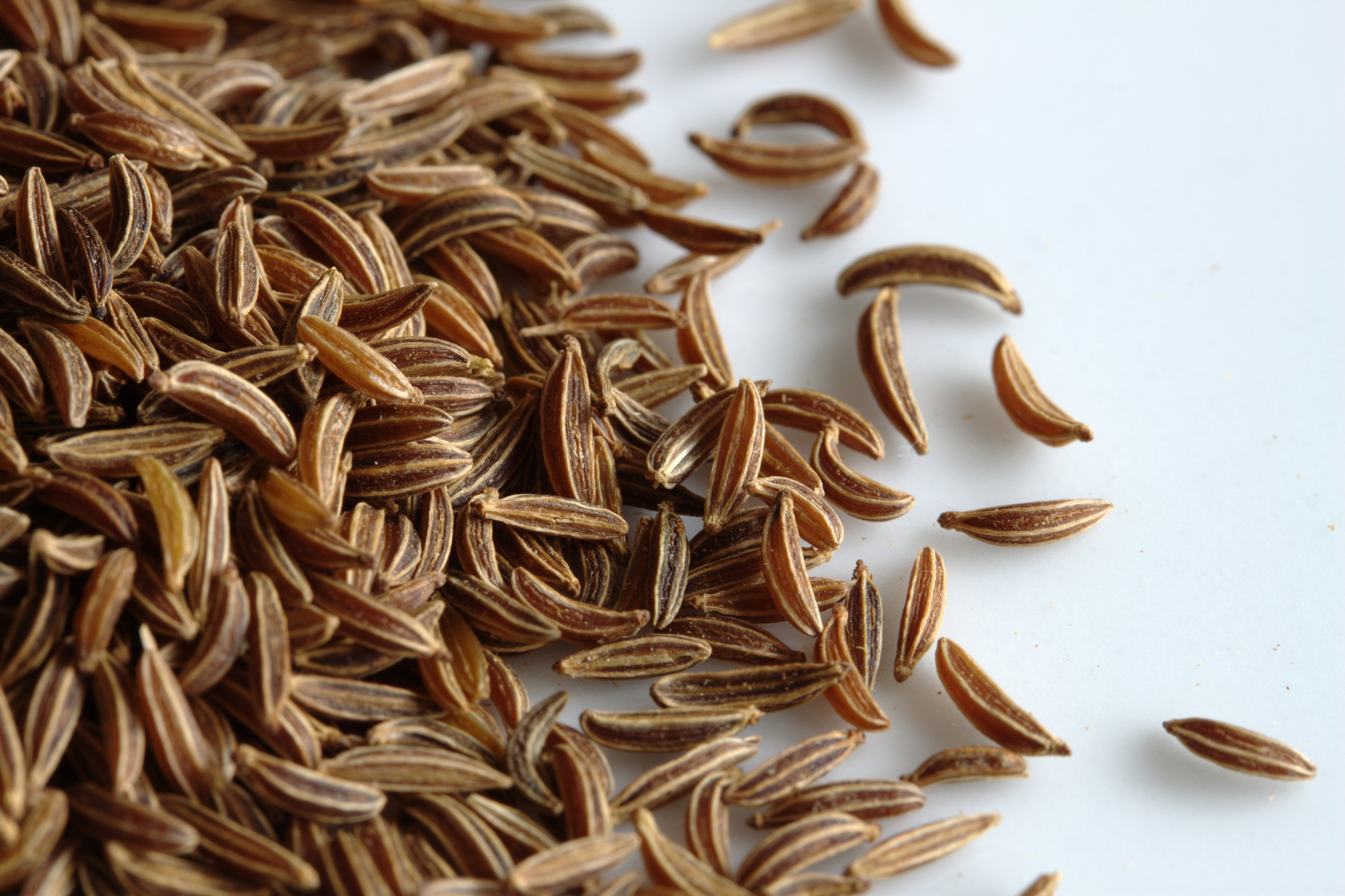
Kminek zwyczajny
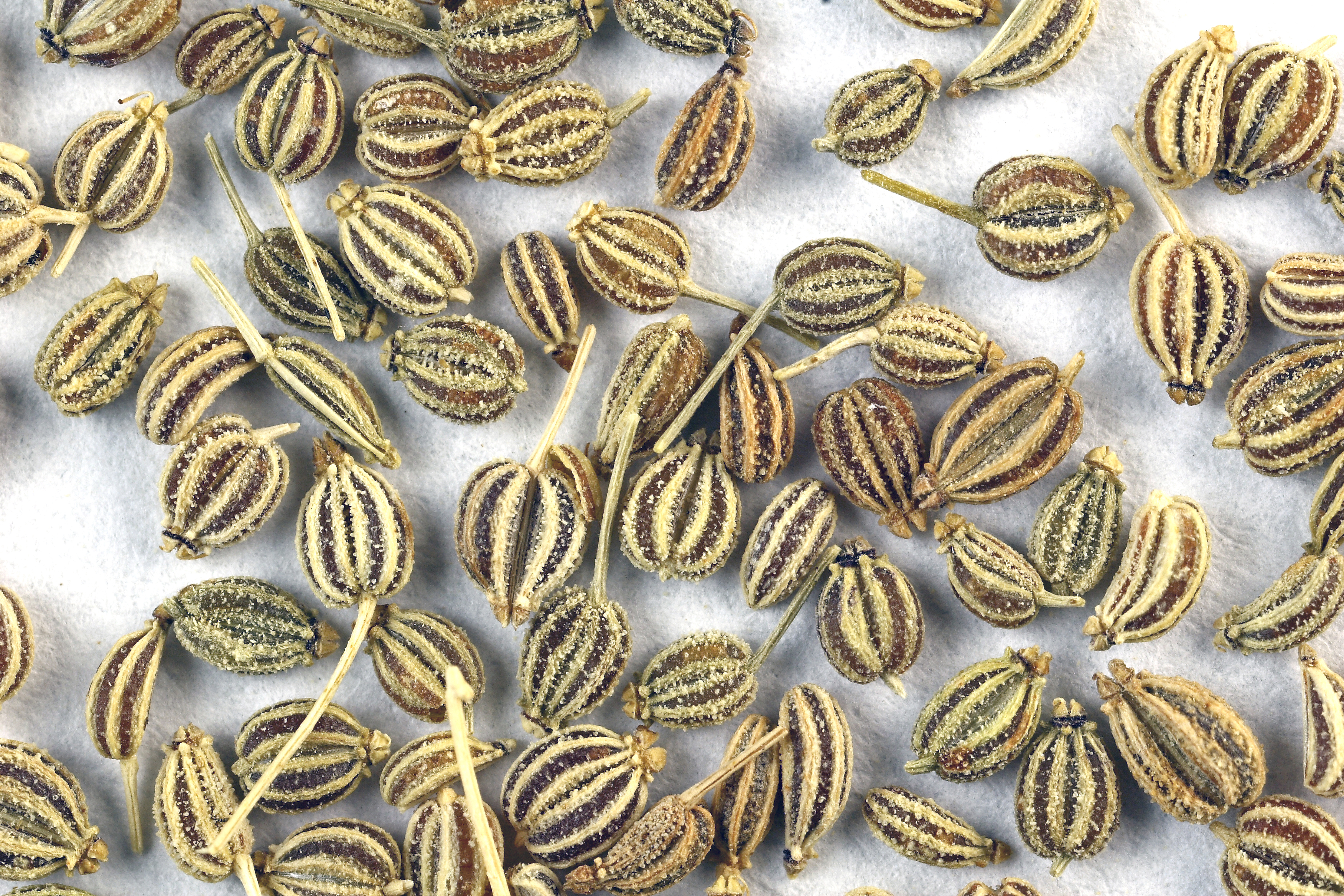
Chropawiec wonny

### Rośliny lecznicze i kosmetyczne
Ze względu na obficie obecne substancje czynne liczne gatunki wykorzystywane są jako lecznicze. Gumożywice bogate w olejki eteryczne wykorzystywane są w medycynie i przemyśle perfumeryjnym, m.in. galbanum z zapaliczek Ferula, gumożywice z Opopanax chironium. Owoce aminka egipskiego Ammi visnaga wykorzystywane są jako środek przeciwskurczowy, przeciwdychawiczy, rozszerzający naczynia krwionośne. Owoce kopru ogrodowego Anethum graveolens stosowane są jako środek przeciwskurczowy, żołądkowy, czysty olejek zaś działa głównie wiatropędnie i moczopędnie. Korzenie, owoce i olejek z dzięgla litwora Angelica archangelica poprawiają apetyt, działają żołądkowo i spazmolitycznie. Przewiercień sierpowaty Bupleurum falcatum wykorzystywany jest jako środek wzmacniający, przeciwzapalny i przeciwgorączkowy. Owoce i olejek kolendry siewnej Coriandrum sativum i kminku zwyczajnego Carum carvi działają żołądkowo, wiatropędnie, spazmolitycznie i wykrzuśnie. Podobnie (wiatropędnie i wykrztuśnie) działają też owoce i olejek z fenkułu włoskiego Foeniculum vulgare i biedrzeńca anyżu Pimpinella anisium. Suszone kłącze i korzeń lubczyku wykorzystywane są jako środek wiatropędny i moczopędny. Liście pietruszki działają moczopędnie. Kłącze i korzeń biedrzeńca wielkiego Pimpinella major wykorzystywane są jako środek wykrztuśny i odkażający. Żankiel zwyczajny Sanicula europaea w postaci ziela, rzadziej korzeni, wykorzystywany jest jako działający ściągająco i wykrztuśnie. 

### Rośliny ozdobne
Uprawiane jako rośliny ozdobne są różne gatunki jednoroczne i wieloletnie selerowatych, często jako rośliny rabatowe i skalne, czasem jako bardzo okazałe byliny. Do popularnych rodzajów w uprawie należą: jarzmianka Astrantia, mikołajek Eryngium, cieszynianka Hacquetia, orlaja Orlaya, żankiel Sanicula, ochłystka Zizia. Poza tym uprawiane są jako ozdobne: różne gatunki z rodzaju jeżyca Aciphylla i przewiercień Bupleurum, Actinotus helianthi, azorella trójdzielna Azorella trifurcata, fenkuł włoski Foeniculum vulgare, wszewłoga górska Meum athamanticum oraz okazałe byliny z rodzajów dzięgiel Angelica, zapaliczka Ferula i barszcz Heracleum. Kilka gatunków z tego ostatniego rodzaju wprowadzonych do europejskich ogrodów w XIX wieku stało się uciążliwymi uciekinierami, kłopotliwymi zarówno dla miejscowej przyrody jak i zdrowia ludzi ze względu na powodowane oparzenia. 

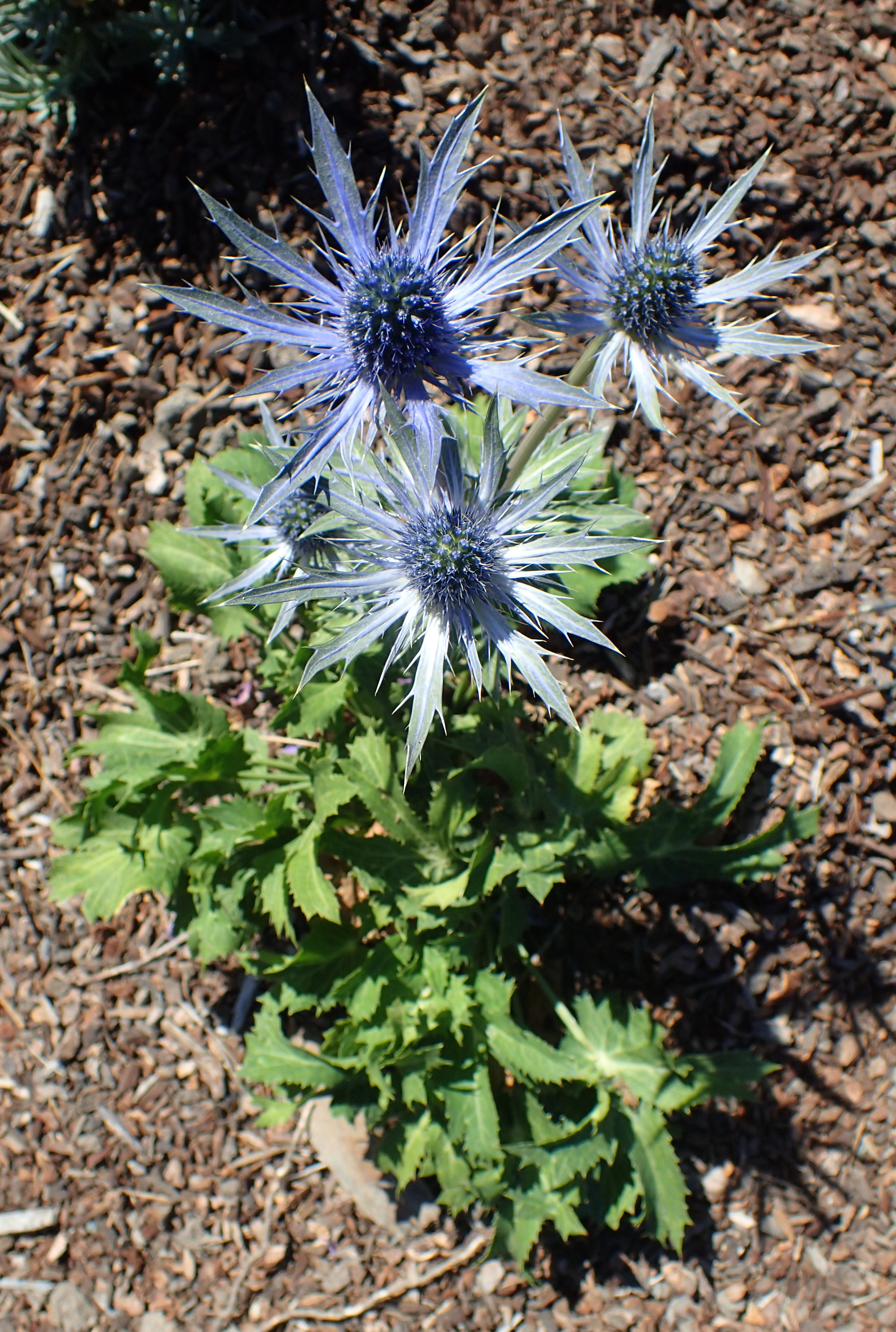
Mikołajek ametystowy
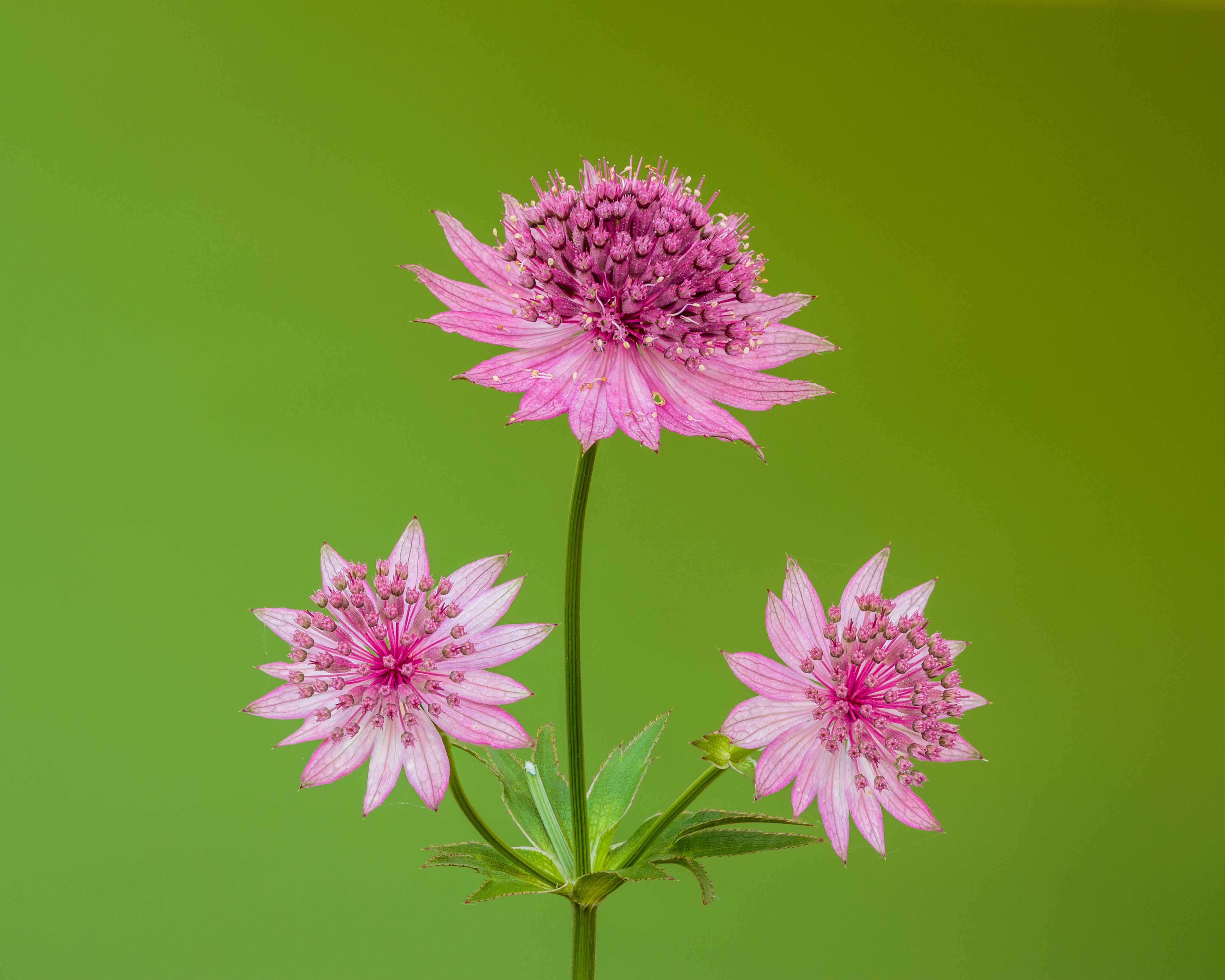
Jarzmianka większa
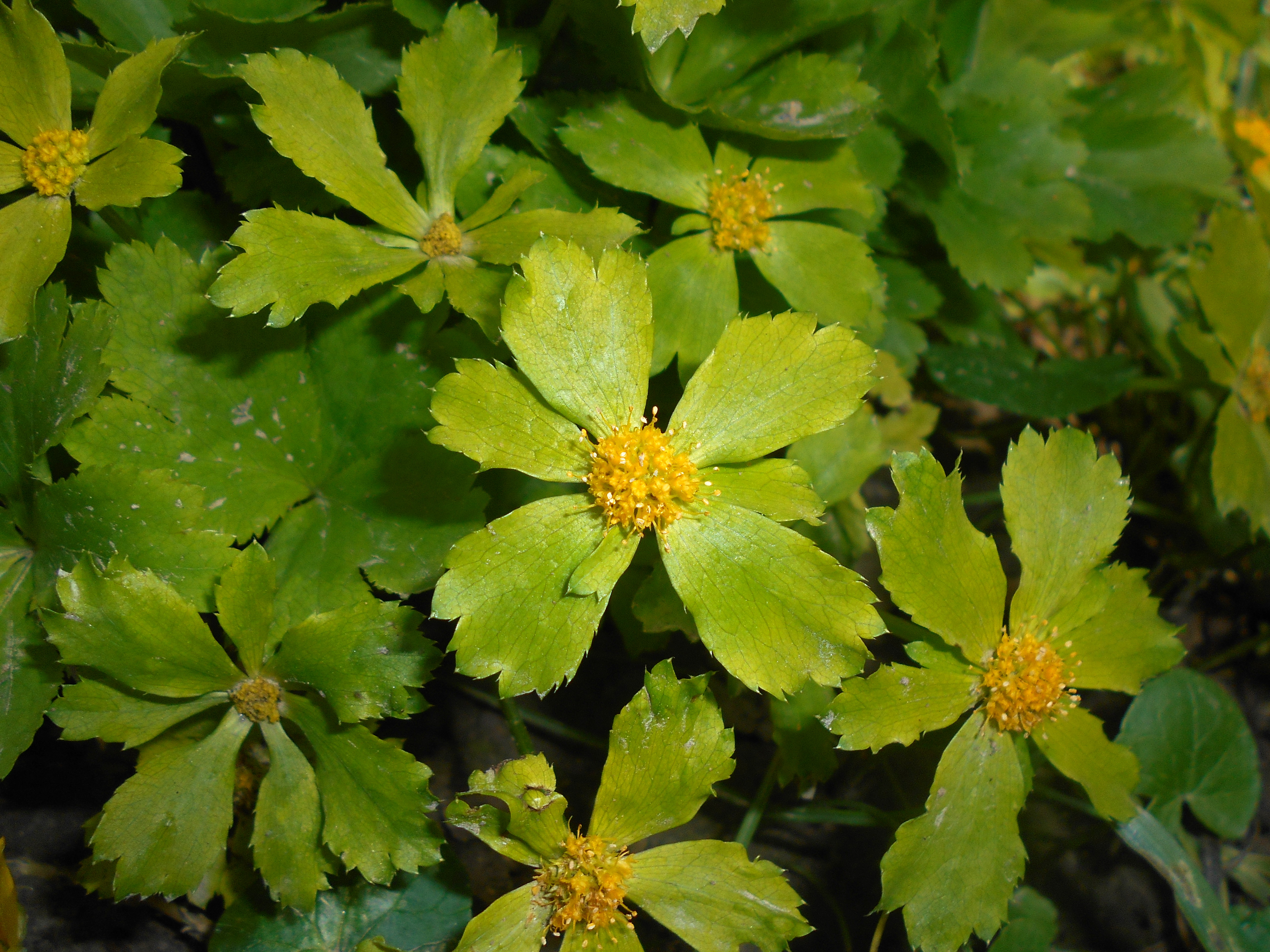
Cieszynianka wiosenna
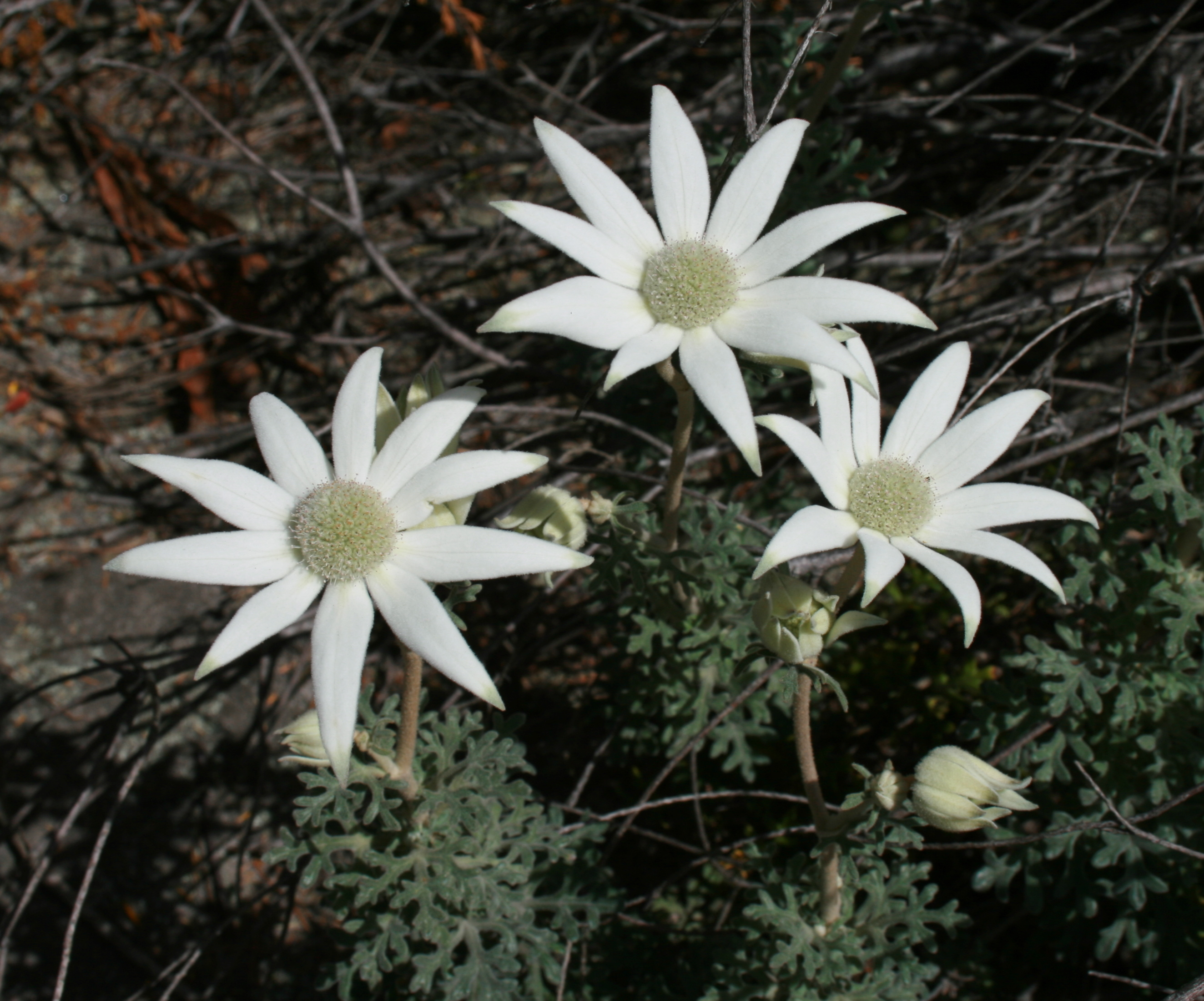
Actinotus helianthi